# Бавария (футбольный клуб)
«Бава́рия» (нем. Fußball-Club Bayern München e.V.; произношение: [ˈfuːsbalˌklʊp ˈbaɪɐn ˈmʏnçn̩] (слушать)о файле) — немецкий профессиональный футбольный клуб из города Мюнхен. Основан в 1900 году. Самый титулованный клуб Германии и один из самых титулованных клубов мира.
«Бавария» заняла 3-е место в списке лучших футбольных клубов XX века по версии ФИФА, 2-е место — по версии журнала Kicker. Также IFFHS поставил «Баварию» на 3-е место в рейтинге лучших европейских клубов XX века.
«Бавария» является самым титулованным профессиональным футбольным клубом в Германии, на её счету 34 чемпионских титула и 20 Кубков Германии, 6 побед — в Лиге чемпионов. В конце 2013 команда стала первым немецким клубом, выигравшим клубный чемпионат мира.
В 2020 году «Бавария» вновь сделала «золотой хет-трик», став вторым клубом в истории европейского футбола, завоевавшим «требл» дважды. Также в Лиге чемпионов стала первым клубом в истории, которому удалось выиграть все матчи в отдельно взятом сезоне.

## История

### Ранние годы (1900—1924)
Первым футбольным клубом в городе стал существующий и в настоящее время «Мюнхен 1860», основанный в 1860 году как гимнастический, этот клуб в 1899 году открыл футбольную секцию. «Бавария» появилась чуть позже — 27 февраля 1900 года, спустя месяц после того, как был создан Немецкий футбольный союз (DFB). На собрании футбольной секции мюнхенского гимнастического союза MTV-1879 обсуждение вопроса, оставаться ли под крышей гимнастов или начать самостоятельную жизнь, обернулось расколом: 11 человек во главе с берлинцем Францем Йоном (Джоном) покинули собрание и в кабачке «Гизела» приняли решение о создании футбольного клуба «Байерн» («Бавария») — в честь германской земли, столицей которой и является Мюнхен. В постсоветских изданиях за клубом закрепилось латиноязычное название «Бавария».
Первым президентом был избран Франц Йон; первым капитаном и одновременно играющим тренером стал Пауль Франке. Среди основателей клуба были Йозеф Поллак, ставший первым бомбардиром команды, но в 1903 году уехавший в США, Вильгельм Фокке, отправившийся в Америку двумя годами позже и вскоре ставший первым президентом Футбольной ассоциации США, и Густав Маннинг, студент-художник, позже увлёкшийся самолётостроением и вместе с братом создавший мастерскую, из которой выросли заводы «Фокке-Вольф».
Свой первый тренировочный матч «Бавария» провела с клубом «Первый мюнхенский» и выиграла со счётом 5:2. Клуб располагался в районе Швабиг, рядом с Мюнхенским университетом, и очень скоро в него потянулись студенты; уже в сезоне 1901/1902 года «Бавария» стала лучшим клубом в городе и удерживала звание неофициального чемпиона до 1904 года. В эти первые годы цветами клуба были белый и голубой.
Однако, после первого международного матча «Баварии», проигранного в Праге клубу ДФК — 0:8, руководство клуба приняло решение резко увеличить сумму взносов — с 3 до 40 марок. Клубному бюджету это помогло и позволило в 1903 году пригласить первого легионера — голландца Виллема Хесселинка, который параллельно занимался и тренерской работой. Это решение не понравилось многим мюнхенским болельщикам. «Мюнхен 1860» оставался самым популярным клубом города.
Для дальнейшего развития требовались средства, и в январе 1906 года «Бавария» присоединилась к Мюнхенскому спортклубу (Münchener Sport-Club), при этом ей пришлось сменить цвета и стать красно-белой. Уже в 1907 году в клубе насчитывалось несколько взрослых команд и около сотни юношеских и детских.
«Бавария» до Первой мировой войны была законодательницей футбольной моды; в частности, она первая пригласила настоящего английского тренера, им стал Томас Тейлор. В составе сборной Германии первый «баварец», Макс Габлонски, дебютировал в 1910 году, а вскоре к нему присоединились вратарь Людвиг Хофмайстер и центральный нападающий Фриц Фюрст; между тем за пределами Мюнхена успехов пришлось ждать долго.
Чемпионат Германии, вплоть до образования Бундеслиги в 1963 году, проводился по сложной многоступенчатой системе: баварским клубам сначала нужно было выиграть чемпионат Баварии, затем первенство Южной Германии, и только тогда они попадали в четвертьфинал общегерманского первенства. До войны высшими достижениями красно-белых были победы в чемпионате Баварии в 1910 и 1911 годах; тон в Южной Германии в те годы задавали «Карлсруэ», «Фюрт» и «Нюрнберг».
В 1913 году президентом «Баварии» стал 29-летний Курт Ландауэр — первый в ряду легендарных президентов клуба. Вскоре после начала Первой мировой войны, Ландауэр и практически все футболисты ушли на фронт. Вернувшись в 1919 году на пост президента, Ландауэр первым делом вывел «Баварию» из Мюнхенского спортклуба и вступил в альянс с Гимнастическим союзом Мюнхена. Ряд организационных мер позволил ему вывести клуб на новый уровень, в том числе приглашение в 1919 году английского тренера Уильяма Таунли, привившего «Баварии» быструю комбинационную игру, основанную на постоянном контроле мяча, так называемый «шотландский стиль». В 1921 году Таунли сменил югославский тренер Дори Кюршнер, по-своему продолживший его дело: основой «дунайского стиля», который исповедовал Кюршнер, были техника и качество владения мячом.
Бавария изначально создавалась, как отдельный клуб.

### Первые успехи (1925—1932)
Первый успех пришёл к команде только в сезоне 1925/26. «Бавария» первенствовала в турнире Южной региональной лиги, но, начав борьбу за звание чемпиона Германии, уступила лейпцигской «Фортуне». Через два года команда, в которой блистал центрфорвард Йозеф Пёттингер, 14 раз привлекавшийся под знамёна сборной Германии, вновь стала первой на юге, но в полуфинале общенационального первенства проиграла будущему чемпиону «Гамбургу» — 2:8.
Триумф пришёл в 1932 году, когда в финале чемпионата Германии со счётом 2:0 был обыгран «Айнтрахт» из Франкфурта-на-Майне. Ведущим игроком той команды был центральный полузащитник Людвиг Гольдбруннер, заметными фигурами в немецком футболе считались защитник Харрингер (его в те годы относили к числу лучших европейских игроков обороны), а также игроки Хоффман, Бергмайер, «Осси» Рор и Крумм. После прихода национал-социалистов к власти в Германии «Бавария» перестала побеждать, а президенту «Баварии» Ландауэру и тренеру Рихарду Домби — венгерскому еврею — пришлось покинуть страну ввиду охоты гестапо за ним. На первые роли выдвинулась команда «Шальке 04».

### Золотая эра (1963—1979)

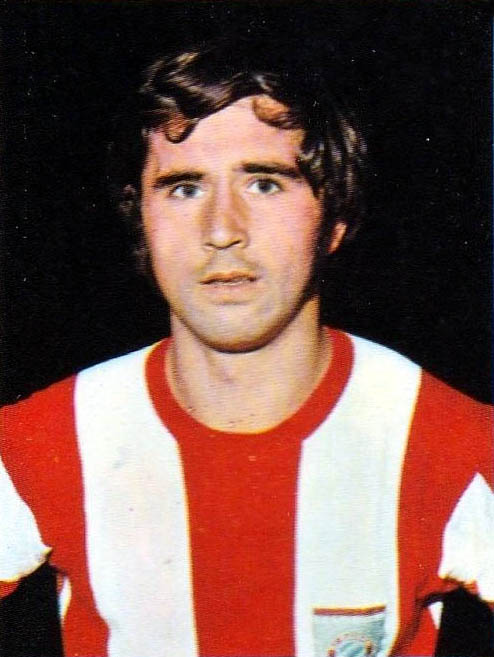
Герд Мюллер

В Бундеслигу, созданную в 1963 году, команда попала не сразу. В 1963 году президентом клуба был избран Вильгельм Нойдеккер, пригласивший на пост главного тренера югослава Златко Чайковского, годом ранее приведшего к чемпионскому титулу «Кёльн». Команда стала собираться. За неё уже играли Зепп Майер и Франц Беккенбауэр, а в 1964 году из «Нордлингена» пришёл Герд Мюллер.
В 1965 году «Бавария» наконец смогла попасть в элитный немецкий чемпионат за счёт победы в Южной региональной лиге и триумфа в переходном турнире. В первом для себя чемпионате Бундеслиги баварцы заняли третье место и завоевали Кубок страны, что предоставило им право играть в Кубке кубков. Этот дебют оказался победным — 31 мая 1967 года в соседнем Нюрнберге при поддержке 70-тысячного стадиона «Бавария» переиграла шотландскую команду «Рейнджерс». Единственный гол за две минуты до конца дополнительного времени забил 21-летний Франц Рот — легенда Баварии 60-х годов. Но повторить успех мюнхенцам не удалось, и Чайковского всё же уволили, пригласив на его место его соотечественника Бранко Зебеча.
В 1969 году «Бавария» первенствовала и в бундеслиге, и в Кубке страны. Причём практически весь первый круг команда провела в одном составе: Майер, Купфершмидт, Беккенбауэр, Шварценбек, Пумм, Олк, Старек, Рот, Олхаузер, Мюллер, Бреннингер. В Кубке чемпионов дела, однако, не заладились, и после первых же матчей с «Сент-Этьенном» команда была вынуждена сойти с дистанции.
Новым наставником «Баварии» стал Удо Латтек, которому удалось создать команду, которая вскоре прогремела на всю Европу. В первый же год работы в Мюнхене он приглашает в «Баварию» Пауля Брайтнера и Ули Хёнесса, которые, наряду с игравшими здесь не один год Беккенбауэром, Мюллером, Майером и Шварценбеком, создают ядро команды, которая будет признана одной из лучших по тем временам.
1974 год становится для «Баварии» и её игроков триумфальным. В финале Кубка чемпионов она встречается с мадридским «Атлетико». Основное время заканчивается вничью — 0:0, в добавленные полчаса испанцы забивают гол. Болельщики «Атлетико» уже предвкушали победу, когда за 7 секунд до финального свистка Георг Шварценбек дальним ударом неожиданно сравнял счёт и спас «Баварию». Поскольку по действовавшему тогда регламенту в финальных матчах пенальти не пробивали, на следующий день матч был переигран, и «Бавария» разгромила деморализованных испанцев — 4:0.
В том же году игроки «Баварии» составили костяк сборной ФРГ, завоевавшей на родной земле титул чемпиона мира. Два гола баварцев Мюллера и Брайтнера принесли немцам победу в финале над голландцами. Были выиграны всевозможные титулы, и многие футболисты, пресытившись победами, утратили стимулы для кропотливой ежедневной работы. Брайтнер и Мюллер отказались играть за сборную (более того, Брайтнер покинул «Баварию» и перешёл в «Реал», рассчитывая на более высокую зарплату). В результате это легкомысленное отношение игроков к игре привело к провалу в Бундеслиге — всего лишь 10-е место. Но о еврокубках никто не забывал, и «Бавария» сумела настроиться должным образом, переиграв в финале «Лидс Юнайтед» — 2:0.

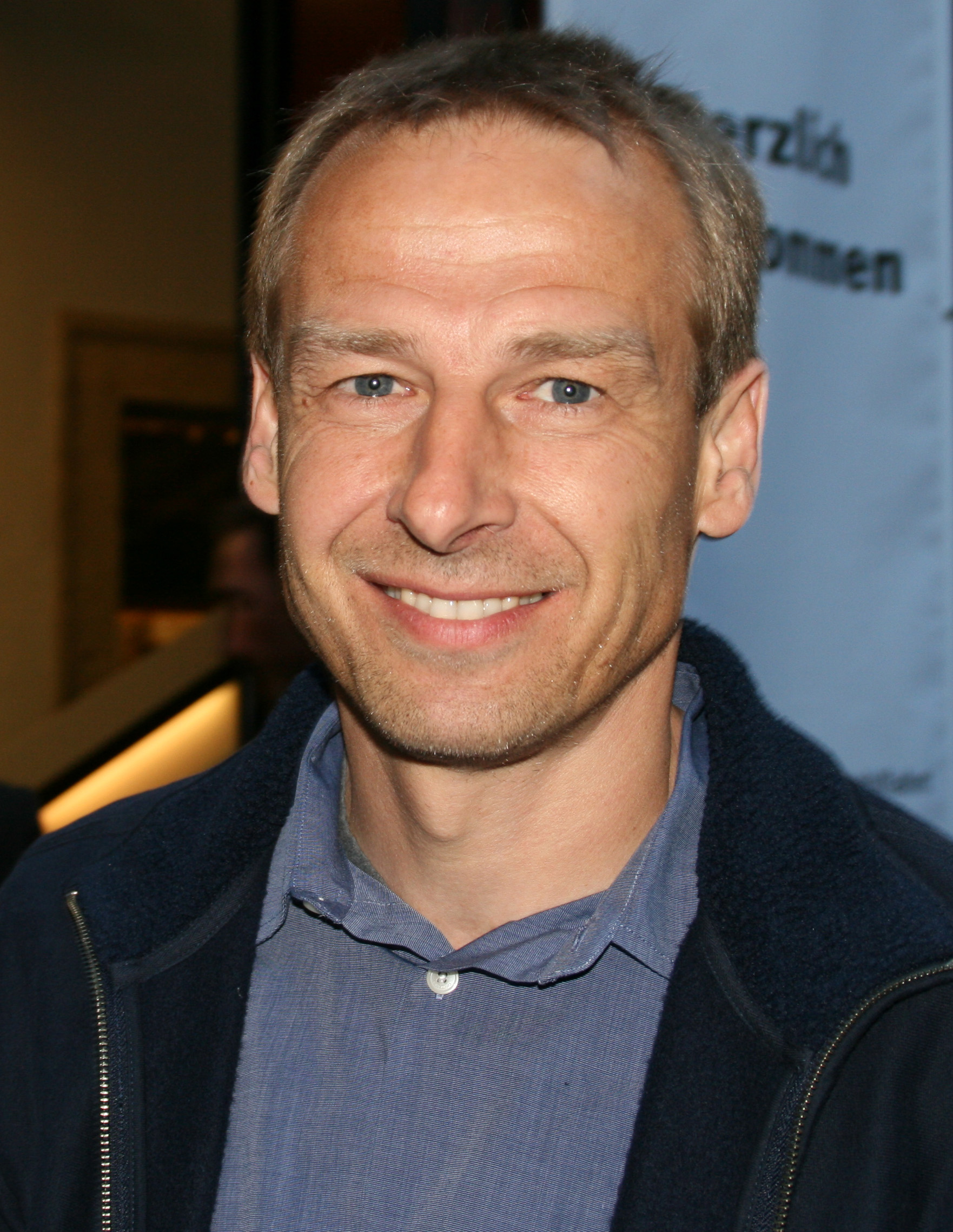
Юрген Клинсман

В то время с клубом уже работал новый тренер — «могучий мышонок» Деттмар Крамер. Под его руководством команда ни разу не становилась первой в Германии, но дважды поднималась на европейский пьедестал почёта: Кубок чемпионов достался мюнхенцам и в следующем году, когда единственный гол полузащитника Франца Рота (героя финала Кубка кубков-67) принёс «Баварии» победу над «Сент-Этьенном». В конце этого же сезона коллекцию трофеев клуба пополнил и Межконтинентальный Кубок — в двухматчевом финале был обыгран бразильский «Крузейро» (2:0 и 0:0). А вот Суперкубок выиграть так и не удалось — путь баварцам преграждали киевское «Динамо» (0:1 и 0:2) в 1975-м и бельгийский «Андерлехт» (2:1 и 1:4) в 1976-м. Золотая эра «Баварии» завершилась.

### ФК «Голливуд» (1979—1998)
1980-е годы были периодом неполевой суматохи, связанной со многими заменами в персонале команды и финансовыми проблемами клуба. Это не мешало «Баварии» играть на уровне суперклуба. Наиболее успешно команда выступала под началом главного тренера Удо Латтека (1983—1987 г.) В 1982, 1984 и 1986 команда стала обладателем Кубка Германии по футболу. В 1980/81, 1984/85, 1985/86, 1986/87, 1988/89, 1989/90 Бавария выигрывала Чемпионат Германии по футболу. На европейском фронте команда не могла добиться успехов уровня «Баварии» в течение многих лет, но в 1981/82 и 1986/87 доходила до финала Кубка европейских чемпионов.
В начале 1990-х «Баварию» лихорадило, и больших побед она не достигла. Но в 1994 году в команду пришёл Франц Беккенбауэр, и в том же году она выиграла чемпионат Германии. В 1994 году Франц Беккенбауэр был назначен президентом клуба, но его преемники на посту главного тренера команды Джованни Трапаттони, а затем Отто Рехагель не оправдали ожиданий; в 1996 году Беккенбауэр вернулся на тренерскую скамейку и привёл команду к победе в Кубке УЕФА.

### Новые успехи (1998—2010)

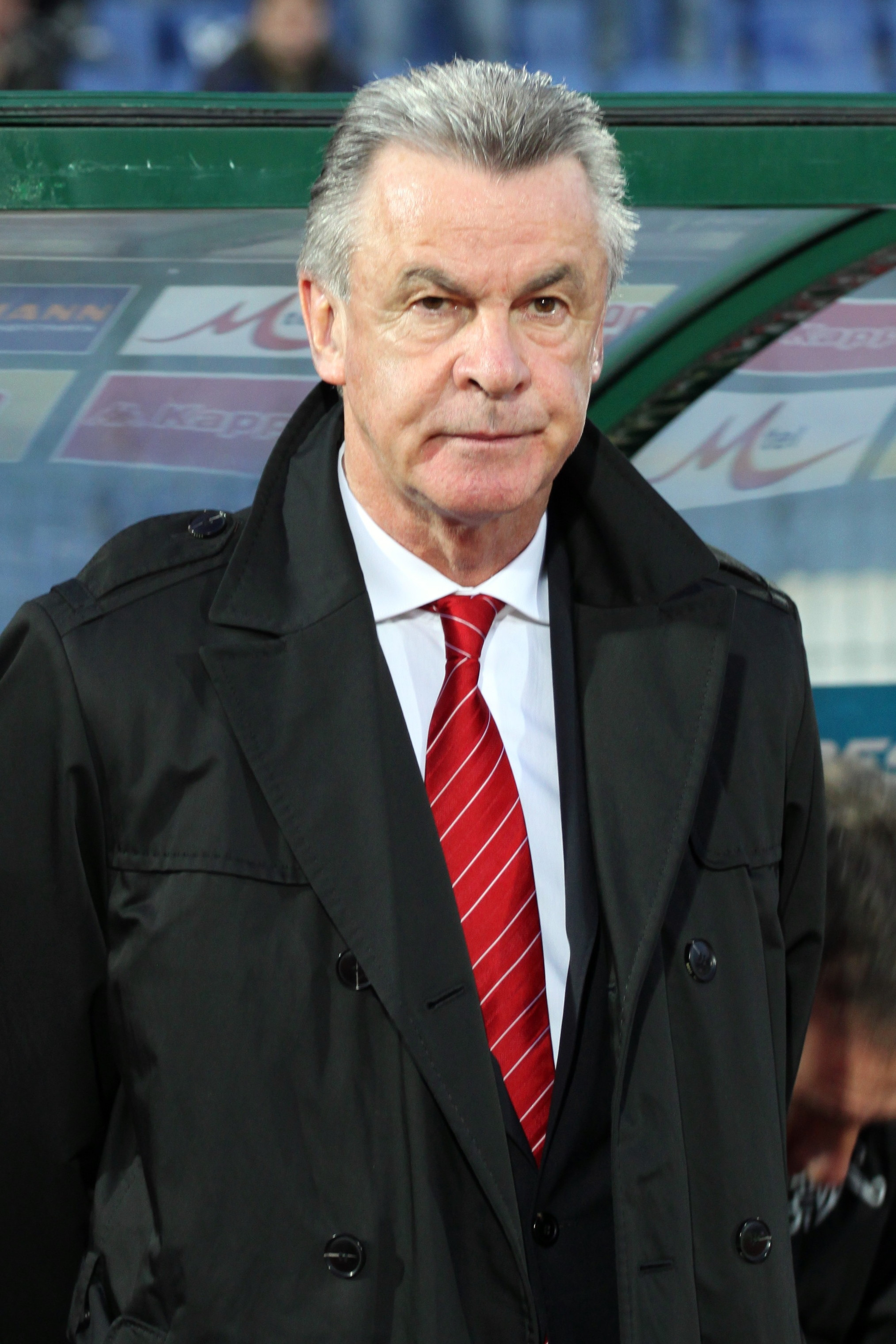
Оттмар Хитцфельд, один из самых успешных тренеров «Баварии»

В 1998 году «Бавария» переманила из дортмундской «Боруссии» тренера Оттмара Хитцфельда, за 6 лет работы в Дортмунде дважды выигравшего чемпионат Германии, а в 1997 году — и Лигу чемпионов. С новым тренером команда почти сразу достигла успехов как на внутренней, так и на европейской арене. В сезоне 1998/1999 «Бавария» выиграла чемпионат Германии и дошла до финала Лиги чемпионов, где проиграла в драматическом матче «Манчестер Юнайтед» со счётом 1:2, пропустив оба гола на последних минутах.
В 2001 году, обыграв на стадии плей-офф своего обидчика, «Манчестер Юнайтед», и мадридский «Реал», в то время сильнейший клуб Европы, «Бавария» второй раз за три года вышла в финал Лиги чемпионов и в серии пенальти одержала верх над «Валенсией», сделав «дубль»: чемпионат Германии в этом сезоне также остался за мюнхенским клубом. Но затем начался спад, и в 2004 году Отмар Хитцфельд покинул клуб.
Под руководством Феликса Магата «Бавария» дважды — в 2005 и 2006 годах — делала германский дубль: выигрывала чемпионат и Кубок Германии. Однако у Магата не сложились отношения с ведущими игроками, и главным тренером вновь стал Оттмар Хитцфельд. В сезоне 2006/07 клуб занял четвёртое место в Бундеслиге, и провалился на европейской арене. Футбол «Баварии» называли допотопным и застойным.
В сезоне 2007/08 баварцы выиграли Кубок лиги, последний в истории. В финале гол Мирослава Клозе, в то время главного бомбардира «Баварии», принёс мюнхенцам победу над «Шальке 04». Три стартовых тура в чемпионате были выиграны с общим счётом 10:0. Первое поражение — от «Штутгарта» 1:3 — пришлось на 13-й тур, второе, и оно же последнее, от «Энерги» — на 24-й. За три тура до финиша баварцы в 21-й раз стали чемпионами. Легко, изящно, за явным преимуществом. Не без проблем, но выигран был и Кубок Германии.
Не получив путёвку в Лигу чемпионов, «Бавария» пыталась выиграть Кубок УЕФА, но в полуфинале, добившись лишь ничьей в домашнем матче с «Зенитом», неожиданно крупно проиграла ему на выезде — 0:4. Хитцфельд покинул клуб.
Сезон 2008/09 не стал триумфальным для «Баварии» из-за плохого старта под руководством Юргена Клинсмана. Зимой последовал новый спад — три проигрыша, отбросившие «Баварию» на пятое место. Мечты о чемпионстве были похоронены в Вольфсбурге — после поражения от местного клуба со счётом 1:5. Неудачи в этом сезоне «Бавария» терпела и в Кубке Германии, и в Лиге чемпионов, и после поражения от «Шальке 04» руководство клуба рассталось с бывшим тренером сборной Германии. Вратарь Михаэль Рензинг утратил доверие ещё раньше, и в ворота встал опытный Ханс-Йорг Бутт, бывший в «Баварии» запасным вратарём.

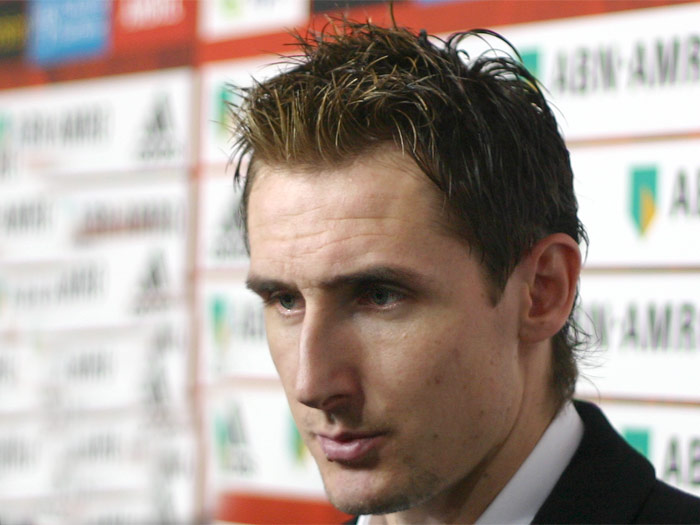
Мирослав Клозе

Исполняющим обязанности тренера был назначен опытнейший Юпп Хайнкес, приводивший «Баварию» к чемпионству в 1989 и 1990 годах. Маститый наставник сумел выправить ситуацию. Несмотря на известный прогресс, чемпионат мюнхенский клуб не выиграл; в четвертьфинале Кубка Германии уступил «Байеру». В Лиге чемпионов «Бавария» до поры до времени, ещё под руководством Клинсмана, выступала успешно: заняла первое место в группе, в 1/8 финала «Бавария» разгромила «Спортинг» — 7:1 в Мюнхене и 5:0 в Лиссабоне (рекордный результат для стадии плей-офф). Но в четвертьфинала путь «Баварии» преградила «Барселона», выигравшая на своём поле со счётом 4:0. По окончании сезона Юпп Хайнкес был уволен, что два года спустя Ули Хёнесс назвал самой большой своей ошибкой.
Хайнкес стал тренером леверкузенского «Байера», а в «Баварию» пришёл Луи ван Гал, когда-то покорявший Лигу чемпионов с «Аяксом», и в последние годы добившийся больших успехов со скромным «Алкмааром», выиграв с ним чемпионат Нидерландов.
Сезон 2009/10 складывался хорошо, у команды появилась игра. В Бундеслиге «Бавария» показала отличный результат — беспроигрышную серию из 19 матчей; в Кубке Германии без проблем дошла до полуфинала, где обыграла «Шальке 04» — благодаря голу Арьена Роббена, забитому уже в овертайме. В четвертьфинале Лиги чемпионов, мюнхенцам пришлось играть с «Манчестер Юнайтед». Уступив со счётом 2:3 на «Олд Траффорд», команда ван Гала выиграла домашний матч — 2:1 и, имея преимущество в голах, забитых на выезде, впервые после 2001 года вышла в полуфинал, где дважды обыграла «Олимпик Лион»: 1:0 дома и 3:0 на выезде.
«Бавария» получила шанс выиграть все турниры, в которых участвовала, и почти выполнила эту задачу: Суперкубок Германии перед началом сезона она выиграла в матче с «Шальке 04» со счётом 2:0; 8 мая 2010 года, выиграв на выезде у «Герты», стала чемпионом Германии, оторвавшись от ближайшего преследователя, «Шальке 04», на 5 очков. 15 мая, разгромив в финальном матче «Вердер» со счётом 4:0, «Бавария» в 15-й раз завоевала Кубок Германии. Но 22 мая 2010 года, в финале Лиги чемпионов мюнхенцы проиграли миланскому «Интернационале» со счётом 0:2.

### Вечно вторые (2010—2012)

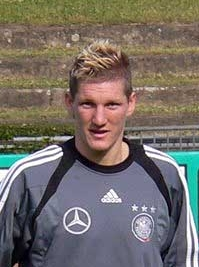
Бастиан Швайнштайгер

Сезон 2010/2011 вновь сложился для «Баварии» не лучшим образом. Во время прошедшего летом чемпионата мира в ЮАР, вингер команды Арьен Роббен получил серьёзную травму и был вынужден пропустить всю первую половину сезона. Такая потеря не прошла бесследно, так же как и последовавшие за ней травмы Франка Рибери и других ключевых игроков; в результате «Бавария» в первых семи турах чемпионата набрала всего восемь очков. Весь первый круг мюнхенцам удавалось стабильно набирать очки только в домашних матчах, в гостевых же играх команда сумела выиграть лишь дважды. При этом в Лиге чемпионов «Бавария» обеспечила себе досрочный выход из группы с первого места и проиграла лишь один раз — итальянской «Роме», в уже ничего не решавшем матче.
После зимнего перерыва, с окончанием эпидемии травм и возвращением в строй Роббена, дела в чемпионате пошли лучше. «Бавария» набрала ход и уже стала напоминать саму себя образца прошлого сезона, когда пришло время вновь встретиться с безоговорочным на тот момент лидером турнирной таблицы — дортмундской «Боруссией», первый матч с которой был проигран со счётом 0:2. несмотря на практически опустевший лазарет клуба, домашние стены и хорошую форму, в которой на тот момент была «Бавария», дортмундский клуб без особого труда заставил её капитулировать на «Алльянц Арене» со счётом 1:3. Поражение отбросило «Баварию» с третьей строчки таблицы на пятую и выбило команду из колеи: всего через несколько дней команда проиграла «Шальке 04» в полуфинале Кубка Германии (0:1) и выбыла из турнира; затем в очередном туре чемпионата проиграла встречу с занимавшем на тот момент третью строчку «Ганновером», и уже ни у кого не осталось сомнений в том, что мюнхенцы угодили в психологическую яму.
Последовавшее за поражением от «Ганновера» сообщение о том, что Луи ван Гаал покинет свой пост по окончании сезона, казалось, встряхнуло игроков: «Бавария» не оставила камня на камне от «Гамбурга» (6:0). Однако вслед за этим вылетела из Лиги чемпионов. В 1/8 финала мюнхенцы, вновь столкнувшиеся с миланским «Интером», завершили первую встречу минимальной гостевой победой, а домашний матч проиграли со счётом 2:3, хотя после первого тайма вели 2:1, — в результате по правилу гола на чужом поле в четвертьфинал прошёл «Интер».
Мюнхенцам, лишившимся шансов завоевать хоть один трофей в сезоне, оставалось лишь бороться за максимально высокие места в чемпионате, однако и тут всё сложилось не без проблем. Большой отрыв от лидера и уверенно идущего вторым леверкузенского «Байера» (во главе с Юппом Хайнкессом) сулил «Баварии» лишь третье место, которое в какой-то момент также оказалось под угрозой. Перспектива упустить путёвку в следующий розыгрыш главного европейского турнира вынудила руководство пойти на радикальные меры: Луи ван Гаал был уволен со своего поста до окончания сезона, а его место временно занял помощник голландца Андрис Йонкер. Под его руководством «Бавария» разгромила в домашней встрече «Байер 04» (5:1) и завершила сезон трёхматчевой выигрышной серией, хотя и с неприятным осадком — «Байер», к последнему туру подпустивший «Баварию» на расстояние трёх очков, выиграл свой последний матч и отстоял второе место, — «Баварии» пришлось довольствоваться бронзовыми медалями и участием в Лиге чемпионов с четвёртого квалификационного раунда.
Главным тренером «Баварии» в сезоне 2011/2012 вновь стал Юпп Хайнкесс. Мюнхенцы, как всегда, боролись за чемпионство, но не смогли выдержать напор своего конкурента из Дортмунда: команда Хайнкесса проиграла оба матча с «Боруссией» в Бундеслиге. В финале Кубка Германии: «Боруссия» выиграла с разгромным счётом 5:2 В Лиге чемпионов «Бавария» в 9-й раз за свою историю вышла в финал, где в родных стенах встретилась с лондонским «Челси». Счёт на 83 минуте открыл Мюллер, но через несколько минут Дидье Дрогба сравнял счёт, забив головой с углового. В дополнительное время за снос Франка Рибери был назначен пенальти, который не реализовал Арьен Роббен. В серии пенальти удача была на стороне лондонцев. Сезон 2011/12 получился неоднозначным: во всех официальных турнирах, в которых «Бавария» принимала участие, она заняла второе место.

### Вечно первые

#### В Бундеслиге (Юбилейный чемпионат)

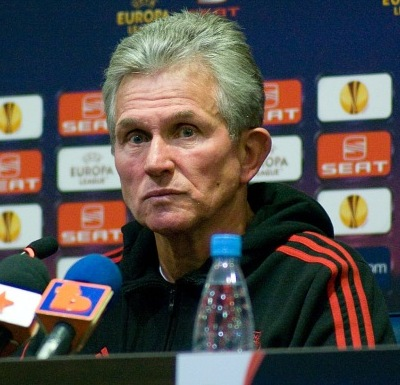
Тренер-триумфатор Юпп Хайнкес

12 августа 2012 года на «Альянц Арене» «Бавария» выиграла у дортмундской «Боруссии» матч за Суперкубок Германии — 2:1. Юбилейный, 50-й чемпионат Германии команда начала уверенно, выиграв первые восемь встреч. Единственное поражение последовало в девятом туре от «Байера» — 1:2. После первого круга чемпионата мюнхенцы уверенно лидировали, набрав 42 очка. После 25 тура отрыв от ближайшего преследователя, дортмундской «Боруссии», составил 20 очков. 6 апреля 2013 года, за шесть туров до окончания чемпионата, выиграв со счётом 1:0 матч против «Айнтрахта», «Бавария» завоевала свой 23-й чемпионский титул, установив при этом рекорд: никогда ещё в истории Бундеслиги чемпион не определялся так рано. К этому времени «Бавария» имела в своём активе 75 очков, 24 победы в 28 матчах (в том числе 11 побед в 11 матчах второго круга) и рекордную разницу забитых и пропущенных мячей — 79-13.
4 мая в Дортмунде «Бавария» играла на выезде с «Боруссией». Хотя мюнхенский клуб выглядел сильнее и в Бундеслиге (к 32-му туру он подошёл всё с тем же отрывом в 20 очков, так и не потеряв ни одного очка во втором круге), и в Лиге чемпионов, «Боруссия» оставалась для него неудобным соперником: в матче первого круга «Баварии» на своём поле удалось добиться лишь ничьей; четвертьфинал Кубка Германии она выиграла с минимальным счётом. Однако Хайнкес пару игроков, в том числе капитана, оставил дома. У «Боруссии» отсутствовали шесть ключевых игроков основного состава. «Бавария» заработала в свои ворота пенальти, который отбил Нойер, и шесть жёлтых карточек, одна из которых обернулась красной, — на 65-й минуте, при счёте 1:1, мюнхенцы остались вдесятером. Однако «Боруссии» не удалось извлечь пользу из численного преимущества: матч так и закончился со счётом 1:1, но 14-матчевую победную серию «Баварии» дортмундцы прервали.
В завершающем, 34-м туре «Бавария» довела отрыв от ближайшего преследователя до 25 очков (ничья в матче с «Боруссией» так и осталась единственной осечкой во втором круге), а разницу забитых и пропущенных мячей — до 80, что стало новым рекордом Бундеслиги. Помимо этого, команда обновила ещё 5 рекордов: по количеству очков, набранных в турнире (91), очков на выезде (47), побед (29), побед на выезде (15), забитых на выезде голов (42), а также повторила два своих же достижения (в сезоне 1986/1987): по минимуму поражений (1) и отсутствию поражений на выезде.

#### В Лиге чемпионов

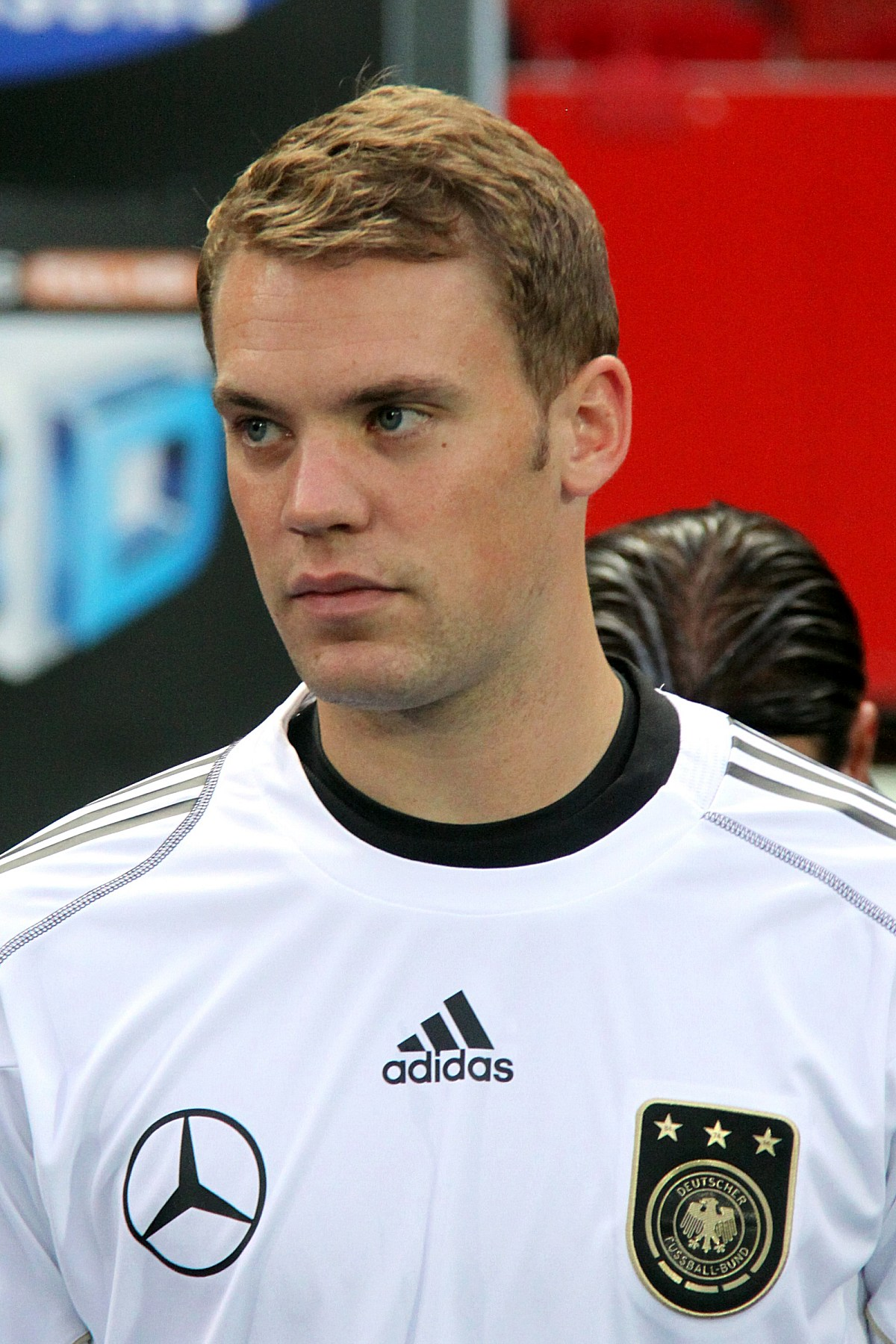
Мануэль Нойер, «футболист года» в Бундеслиге в 2011 году

В Лиге чемпионов мюнхенцы заняли первое место в группе F, набрав 13 очков: одержали 4 победы, 1 матч сыграли вничью и потерпели 1 поражение — от белорусского БАТЭ, который в ответном матче проиграл 4:1. В 1/8 финала соперником «Баварии» стал лондонский «Арсенал». Выиграв выездной матч со счётом 3:1, подопечные Юппа Хайнкеса дома проиграли 0:2, но вышли в четвертьфинал, где жребий свёл его с лидером чемпионата Италии — «Ювентусом». Оба четвертьфинальных матча «Бавария» выиграла с одинаковым счётом — 2:0; после ответной встречи в Турине капитан «Ювентуса», Джанлуиджи Буффон, сказал: «…Мы встречались с командой, которая со всех точек зрения лучше нас. Знал, что соперник силён, но, если быть честным, не предполагал, что он настолько силён. И сегодня был впечатлён даже больше, чем в Мюнхене».
В полуфинале Лиги чемпионов «Баварию» ожидала «Барселона»; первый матч, на своём поле, мюнхенский клуб выиграл со счётом 4:0. Поскольку ещё в январе стало известно, что в следующем сезоне на смену Хайнкесу придёт испанец Хосеп Гвардиола, в течение нескольких лет тренировавший «Барселону», Гари Линекер после матча написал: «Только одна из двух команд нуждается в Гвардиоле, и это не „Бавария“». Несмотря на крупную победу, к ответному матчу «Бавария» отнеслась серьёзно и против далеко не слабого «Фрайбурга» в чемпионате Германии играла вторым составом. На «Камп Ноу» мюнхенцы выиграли со счётом 3:0 (один мяч в свои ворота срезал Пике) и второй год подряд, в десятый раз в своей истории и в третий за последние четыре года — вышла в финал, вслед за дортмундской «Боруссией». Впервые в истории главного европейского клубного турнира состоялся немецкий финал, и «Бавария» его выиграла со счётом 2:1. Вновь победный гол забил Арьен Роббен, обеспечивший «Баварии» победу над «Боруссией» в четвертьфинале Кубка Германии.

#### В Кубке Германии
В четвертьфинале Кубка Германии «Бавария» выбила из розыгрыша своего главного соперника — дортмундскую «Боруссию» — и стала главным фаворитом турнира. Выиграв 16 апреля полуфинальный матч с «Вольфсбургом» со счётом 6:1, мюнхенцы вышли в финал, в котором 1 июня им предстояла встреча со «Штутгартом». Матч стал прощальным для Юппа Хайнкеса; поведя со счётом 3:0, «Бавария» позволила себе расслабиться и пропустила 2 мяча, но свой 16-й кубок всё-таки выиграла — 3:2, установив, таким образом, ещё один рекорд: три главных клубных трофея в одном сезоне в Германии не выигрывал ещё никто.

### ЭраХосепа Гвардиолы(2013—2016)
Задолго до ухода Хайнкеса появилась официальная информация, что «Баварию» будет тренировать Хосеп Гвардиола. Вскоре Хайнкес заявил, что покинет клуб в начале лета. Гвардиола купил Тьяго из «Барселоны». Вскоре в клуб пришли Марио Гётце и Ян Кирхгофф. Сезон он начал удачно, обыграв в финале Audi Cup 2013 «Манчестер Сити» (2:1). Далее команда уступила в финале Суперкубка Германии дортмундцам (2:4). 9 августа Гвардиола дебютировал в матче Бундеслиги против «Боруссии» Мёнхенгладбах (3:1). 30 августа команда обыграла «Челси» в серии послематчевых пенальти, в Суперкубке УЕФА. 21 декабря 2013 года в финале клубного чемпионата мира «Бавария» становится чемпионом, обыграв клуб из Касабланки «Раджа» со счётом 2:0 (голы на счету Данте и Тьяго Алькантары).
В Лиге чемпионов 2013/2014 мюнхенцы заняли первое место в группе D, набрав 15 очков: одержали 5 побед, и проиграли «Манчестер Сити». В 1/8 финала «Бавария» обыграла «Арсенал»: 2:0, 1:1. В 1/4 был пройден «Манчестер Юнайтед»: 1:1, 3:1. В 1/2 финала «Бавария» уступила мадридскому «Реалу» — 0:1 на выезде и 0:4 в домашнем матче.
В групповой стадии сезона Лиги чемпионов 2014/2015 команда набрала 15 очков: 5 побед и одно поражение — тому же «Манчестер Сити». В 1/8 финала «Баварии» достался донецкий «Шахтёр». В первом матче «Баварии» не удалось забить, итог — 0:0. А в ответном домашнем матче «Бавария» разгромила соперника — 7:0 — вторая разгромная победа. После в 1/4 финала португальский клуб «Порту» дома обыграл «Баварию» 3:1, но в полуфинал вышла «Бавария», учинив разгром на своём поле — 6:1. В полуфинале на «Камп Ноу» «Барселона» одержала крупную победу 3:0. Ответный домашний матч «Бавария» выиграла, но в финал не вышла — 3:2.
В Кубке Германии 2013/2014 годов «Бавария» вновь дошла до финала, выбив «Гамбург» (в 1/8 финале), «Аугсбург» (в 1/4 финале) и «Кайзерслаутерн» (в 1/2 финале) и стала 17-м обладателем кубка, обыграв дортмундскую «Боруссию» со счётом 2:0. Оба гола были забиты в дополнительное время точными ударами Томаса Мюллера и Арьена Роббена.
В четвертьфинале Кубка Германии 2014/2015 годов «Бавария» на стадионе «БайАрена» в серии пенальти (5:3) переиграла леверкузенский «Байер». Соперником «Баварии» в полуфинале Кубка Германии стала дортмундская «Боруссия», которой уступила в серии пенальти (0:2).

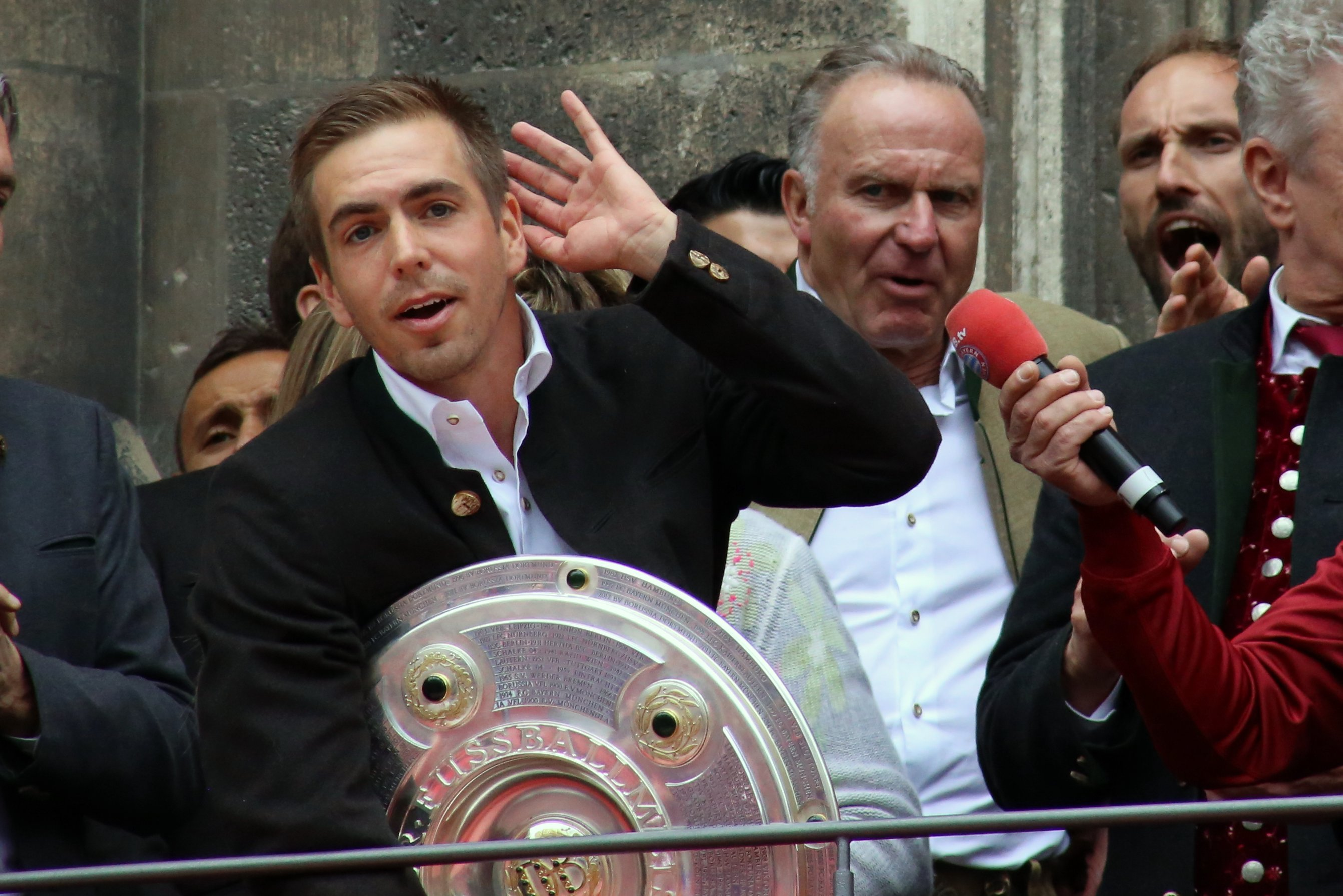
Филипп Лам и руководство «Баварии» во время празднования чемпионства, 15 мая 2016 года

Гвардиола не стал продлевать контракт, заявив об уходе из клуба в декабре 2015 года. В своём последнем матче против Боруссии Дортмунд выиграл кубок страны. Всего же клуб под руководством Гвардиолы завоевал 7 трофеев.

### Смена поколений (2016—2019)
1 июля главным тренером стал Карло Анчелотти. Перед стартом сезона клуб пополнился Кингсли Команом, Матсом Хуммельсом и чемпионом Европы 19-летним Ренату Санчешем. клуб покинули: Иван Лучич, Мехди Бенатия («Ювентус»), Марио Гётце, Себастьян Роде (оба в «Боруссия Дортмунд»), также арендованный Сердар Таски.
В этом сезоне чемпионата у клуба появилась конкуренция — перешедший из второй Бундеслиги клуб «РБ Лейпциг». Первая очная встреча (16 тур 21 декабря 2016 года) завершился разгромом баварцев 3:0. Второй матч — 13 мая 2017 года стал результативным в чемпионате — 4:5 в пользу баварцев. Победный гол на 95-й минуте забил Арьен Роббен после разбега с центра поля.
29 апреля 2017 мюнхенцы досрочно стали чемпионами Германии, обыграв на выезде «Вольсбург» 6:0. Таким образом «Бавария» стала шестым клубом в Европе который выигрывал национальный чемпионат 5 раз подряд. Ранее это удалось «Торино», «Реалу», «Интеру», «Лиону» и «Ювентусу».
В сезоне 2016/17 «Бавария» дошла до 1/4 финала Лиги чемпионов, где уступила мадридскому «Реалу» со счётом 3:6 по сумме двух матчей.
В сезоне 2016/17 «Бавария» уступила в 1/2 финала Кубка страны «Боруссии» (Дортмунд). По окончании сезона завершили свою карьеру Хаби Алонсо и Филипп Лам. Это стало началом ухода возрастных игроков клуба и постепенное омоложение состава.
В сезоне 2017/18 произошла смена тренера после поражения от ПСЖ (0:3) в групповой стадии Лиги чемпионов. 6 октября временным тренером стал вернувшийся Юпп Хайнкесс. Результаты сезона стали победа в чемпионате, поражение в финале Кубка страны против Айнтрахт Франкфурта, вылет в полуфинале Лиги чемпионов против мадридского «Реала».
В новом сезоне (2018/19) главным тренером стал Нико Ковач, выступавший за клуб в 2001—2003 годах. Клуб покинули: Хуан Бернат (в «ПСЖ»), Себастьян Руди (в «Шальке»), Никлас Дорш («Хайденхайм»), Фабиан Бенко («ЛАСК»), Дуглас Коста («Ювентус»), Артуро Видаль («Барселона»). Пополнили клуб Серж Гнабри, Леон Горецка, а также зимой из MLS пришёл Алфонсо Дейвис. В конце сезона «Бавария» завоевала очередной «золотой дубль».

### Триумф Ханси Флика (2019—2021)
В сезоне 2019/20 в клубе произошли массовые изменения в составе. Клуб покинули: Ренату Санчеш (в «Лилль»), Джонатан Майер (в «Майнц»), Рафинья (во «Фламенго»), Хамес Родригес (вернулся в «Реал» после аренды), Марко Фридль (в «Вердер»), Матс Хуммельс (обратно в Боруссию Дортмунд), Франк Рибери (в Фиорентину). Также завершил карьеру Арьен Роббен. Бавария арендовала Филиппе Коутиньо из «Барселоны», Ивана Перишича из «Интера», пришли Ян-Фите Арп, Микаэль Кьюзанс, чемпионы мира Бенжамен Павар и Лукас Эрнандес.
Выиграв с клубом кубковый дубль (чемпионат, кубок), Ковач покинул клуб по обоюдному согласию 2 ноября 2019 года. Временным тренером стал Ханс-Дитер Флик, позже, 15 ноября он был назначен главным тренером клуба. Под его руководством клуб набрал 37 очков в 15 матчах, забив 67 голов и пропустив 14. В Лиге чемпионов Бавария впервые не потеряла ни одного очка в групповом этапе. Первый матч на стадии 1/8 финала Лиги чемпионов «Бавария» победила «Челси» 3:0 на «Стэмфорд Бридж». Незадолго до этого в мире получила распространение коронавирусная инфекция (COVID-19). Первый случай в Германии зафиксировали в Баварии 27 января 2020 года. 11 марта 2020 года ВОЗ объявила, что вспышка приобрела характер пандемии, а 13 марта — что её центром стала Европа. С середины марта Германия ввела карантин. Все матчи были приостановлены. 6 мая правительство Германии разрешило возобновить чемпионат.

#### После локдауна
После возвращения соревнований в Бундеслиге «Бавария» выиграла 9 матчей подряд и стала 30-кратным чемпионом Германии.
4 июля «Бавария» обыграла «Байер» в финале Кубка Германии со счётом 4:2 и завоевала «золотой дубль».
Исполком УЕФА принял решение доиграть Лигу чемпионов и утвердил несвойственный для неё одноматчевый формат. 8 августа в ответном матче 1/8 Лиги чемпионов на «Альянц Арене» «Бавария» разгромила лондонский «Челси» со счётом 4:1. В четвертьфинале мюнхенская команда нанесла «Барселоне» самое крупное поражение в истории её выступлений в еврокубках (2:8). В полуфинале был обыгран «Лион» (3:0). В финале Лиги чемпионов «Бавария» одержала победу над «ПСЖ» со счётом 1:0, в 6-й раз в истории выиграв Лигу чемпионов и во 2-й раз завоевав «требл».
По итогам сезона «Бавария» продемонстрировала целый ряд уникальных достижений: первой в истории выиграла все матчи в отдельно взятом сезоне Кубка чемпионов или Лиги чемпионов, установила клубный рекорд по количеству голов в одном сезоне, стала второй командой, дважды получавшей «требл».
24 сентября «Бавария» выиграла Суперкубок УЕФА, одолев в дополнительное время победителя Лиги Европы 2019/2020 «Севилью» (2:1). 30 сентября в матче за Суперкубок Германии мюнхенцы обыграли дортмундскую «Боруссию» со счётом 3:2. Таким образом, «Бавария» одержала победу во всех турнирах, в которых принимала участие в 2020 году. Ханси Флик стал первым в истории клуба тренером, выигравшим все турниры в свой первый сезон.
11 февраля 2021 года в финальном матче Клубного чемпионата мира 2020 «Бавария» победила мексиканский клуб «УАНЛ Тигрес» со счётом 1:0. Победив в этом турнире, который был перенесён с декабря 2020 года на февраль 2021 года, «Бавария» повторила рекорд «Барселоны» (2009), победив во всех турнирах сезона.

### Смена поколений при Нагельсмане (2021—2023)
Летом 2021 после победы во всех турнирах, Ханс-Дитер Флик был приглашён тренировать сборную Германии, а в «Баварии» началась смена поколений. На место тренера выкупили молодого Юлиана Нагельсмана у «РБ Лейпциг», который начал привлекать к основному составу перспективных футболистов.
Сезон 2021/22 вызвал у болельщиков смешанные впечатления из-за вылетов в четвертьфинале Лиги чемпионов от «Вильяреала» (общий счёт 1:2) и во втором раунде Кубка Германии от «Боруссии» Мёнхенгладбах (5:0), однако чемпионат Германии был выигран в десятый раз подряд, но с наименьшим количеством очков за те же десять лет (77).
Перед следующим сезоном «Бавария» продолжила обновлять состав. Команду покинули возрастные футболисты — Роберт Левандовский, Никлас Зюле. На место звезды в атаке был куплен Садио Мане из «Ливерпуля», а в составе Нагельсман наигрывал всё больше молодых игроков — подписанных летом 2022 Маттейса де Лигта, Нуссаира Мазрауи, Райана Гравенберха и Матиса Теля, а также воспитанника Джамала Мусиалу.

### Тренерство Тухеля, большие проблемы (2023—2024)
24 марта 2023 года «Бавария» объявила об отставке Юлиана Нагельсмана, новым тренером команды был назначен Томас Тухель. По итогу сезона 2022/23 мюнхенцы в одиннадцатый раз подряд выиграли Бундеслигу, опередив дортмундскую «Боруссию». 12 августа в мюнхенский клуб перешёл капитан сборной Англии Гарри Кейн, сумма трансфера составила 100 млн евро плюс 10 млн бонусами. В тот же день «красные» приняли участие в матче за Суперкубок Германии, в котором неожиданно проиграли «РБ Лейпциг» со счётом 0:3. 10 февраля 2024 года «Бавария» проиграла в гостевом матче против леверкузенского «Байера» 0:3. 21 февраля было объявлено об отставке Тухеля по окончании сезона 2023/24. 18 мая в последнем матче сезона мюнхенцы проиграли «Хоффенхайму» 2:4, по итогу сезона «Бавария» заняла третье место пропустив вперёд «Байер» и «Штутгарт» и впервые за 12 лет не выиграли чемпионский титул.

### Тренерство Венсана Компани (с 2024 года)
29 мая 2024 года главным тренером «Баварии» стал Венсан Компани, подписав контракт на три года. По итогу сезона 2024/25 «Бавария» вернула себе чемпионский титул.

## Основные сведения

### Клубные цвета
| Красный | Белый |

### Форма

#### Домашняя
| 1999—2001 | 2001—2003 | 2003—2005 | 2005—2007 | 2007—2009 | 2009/10 | 2010/11 | 2011—2013 | 2013/14 | 2014/15 | 2015/16 |
| 2016/17   | 2017/18   | 2018/19   | 2019/20   | 2020/21   | 2021/22 | 2022/23 | 2023/24   | 2024/25 | 2025/26 |         |

#### Гостевая
| 1998—2000 | 2000—2002 | 2002—2004 | 2004—2006 | 2006—2008 | 2008—2010 | 2010—2012 | 2012/13 | 2013/14 | 2014/15 | 2015/16 |
| 2016/17   | 2017/18   | 2018/19   | 2019/20   | 2020/21   | 2021/22   | 2022/23   | 2023/24 | 2024/25 | 2025/26 |         |

#### Резервная
| 1998—2000 | 2000—2002 | 2002—2004 | 2004—2006 | 2006/07 | 2007/08 | 2008/09 | 2009/10 | 2010/11 | 2011/12 | 2012/13 |
| 2013/14   | 2014/15   | 2015/16   | 2016/17   | 2017/18 | 2018/19 | 2019/20 | 2020/21 | 2021/22 | 2022/23 | 2023/24 |
| 2024/25   | 2025/26   |           |           |         |         |         |         |         |         |         |

#### Специальная
| 2019/20 · 120-летие | 2020/21 · Humanrace | 2021/22 · Октоберфест | 2022/23 · Октоберфест | 2022/23 · 50-лет Олюмпиаштадиону | 2023/24 · Октоберфест | 2024/25 · Октоберфест | 2024/25 · 125-летие |

Источники:,

### Эмблема клуба
Эмблема «Баварии» представляет собой круг, выдержанный в традиционных баварских цветах: красном, синем и белом. Внутренний круг представляет собой изображение флага Баварии и элемента баварского герба: диагональный бело-голубой узор был привнесён в символику этой исторической области с герба династии Виттельсбахов, которые правили Верхней Баварией с 1240 по 1918 год. В состав Баварии входит семь административных округов: Нижняя Бавария, Верхняя Бавария, Верхняя Франкония, Средняя Франкония, Нижняя Франкония, Верхний Пфальц и Швабия. Синий — цвет баварцев, красный — франконцев. Поскольку Мюнхен — столица Баварии, и «Бавария» создавалась в 1900 году как клуб баварской земли, хозяева футбольной команды решили опереться при выборе символики на геральдику Баварии.

История эмблемы клуба
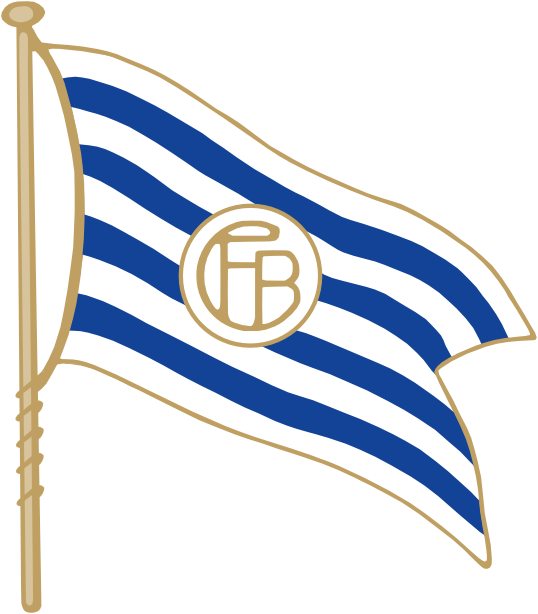
1900—1901
1906—1919
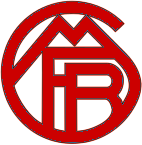
1923—1938 1945—1954
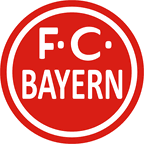
1954—1961
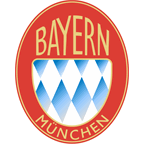
1961—1965
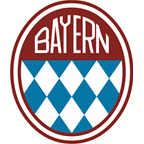
1965—1970
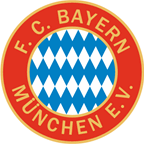
1970—1979
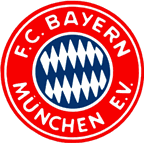
1979—1996
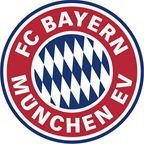
1996—2002
2002—2017
2017—н. в.

### Соперники
Дер-Класикер (нем. Der Klassiker), либо Дерби Германии — футбольные матчи между мюнхенской «Баварией» и дортмундской «Боруссией». С момента основания Бундеслиги они являются двумя наиболее успешными футбольными командами в Германии.
Мюнхенское дерби — название принципиального противостояния между «Баварией» и «Мюнхеном 1860».
Баварское дерби — противостояние между ФК «Бавария» и ФК «Нюрнберг» из одноимённого города, который, так же как и Мюнхен, входит в состав земли Бавария.

## Стадион
До 1925 года «Бавария» играла на одном из самых старых футбольных сооружений Германии, так называемой первой трибуне города; затем на протяжении многих лет делила муниципальный стадион с клубом «Мюнхен 1860», в честь которого стадион в народе назывался «Sechziger» («Шестидесятый»). Он был почти полностью разрушен во время Второй мировой войны, на реконструкцию было потрачено немало усилий, но все же стадион был открыт в назначенный срок и вмещал 44 тыс. человек.
К летним Олимпийским играм 1972 года в Мюнхене построили Олимпийский стадион. В том же году на него переехала «Бавария». Трибуны стадиона и часть территории олимпийского парка покрыты гигантскими висячими перекрытиями-оболочками архитектора Фрая Отто. Изначально вместимость стадиона достигала 79 тыс. человек. В последующие годы стадион испытал несколько модификаций. Сейчас стадион имеет способность вмещать в себя 69 тыс. болельщиков для национальных состязаний и 59 тыс. зрителей для международных. В конце 1990-х стадион устарел в плане инфраструктуры и удобства для зрителей.
В 2002 году совместно с «Мюнхеном 1860» был построен новый стадион «Альянц Арена», на которой все свои матчи и проводит команда. Арена подсвечивается разными цветами в зависимости от цветов клуба, который на ней играет. Арена подсвечена красным, когда на ней выступает «Бавария»; синим — когда играет «Мюнхен 1860»; белым — когда играет сборная Германии. Изначально арена находилась в совладении обоих клубов, но затем «Бавария» приобрела долю «Мюнхена 1860» и стала единственным владельцем стадиона.
В мае 2012 года Бавария открыла музей истории клуба на территории Allianz Arena.

## Основной состав
| 1  | Германия         | Вр  | Мануэль Нойер (капитан) | 1986 |  |  |  |  |  |
| 26 | Германия         | Вр  | Свен Ульрайх            | 1988 |  |  |  |  |  |
| 40 | Германия         | Вр  | Йонас Урбиг             | 2003 |  |  |  |  |  |
| 48 | Германия         | Вр  | Леон Кланац             | 2007 |  |  |  |  |  |
|    |                  |     |                         |      |  |  |  |  |  |
| 2  | Франция          | Защ | Дайо Упамекано          | 1998 |  |  |  |  |  |
| 3  | Республика Корея | Защ | Ким Мин Джэ             | 1996 |  |  |  |  |  |
| 4  | Германия         | Защ | Джонатан Та             | 1996 |  |  |  |  |  |
| 19 | Канада           | Защ | Алфонсо Дейвис          | 2000 |  |  |  |  |  |
| 21 | Япония           | Защ | Хироки Ито              | 1999 |  |  |  |  |  |
| 22 | Португалия       | Защ | Рафаэл Геррейру         | 1993 |  |  |  |  |  |
| 23 | Франция          | Защ | Саша Боэ                | 2000 |  |  |  |  |  |
| 44 | Хорватия         | Защ | Йосип Станишич          | 2000 |  |  |  |  |  |
|    |                  |     |                         |      |  |  |  |  |  |
| 6  | Германия         | ПЗ  | Йозуа Киммих            | 1995 |  |  |  |  |  |

| 8  | Германия | ПЗ  | Леон Горецка        | 1995 |  |  |  |  |  |
| 10 | Германия | ПЗ  | Джамал Мусиала      | 2003 |  |  |  |  |  |
| 20 | Германия | ПЗ  | Том Бишоф           | 2005 |  |  |  |  |  |
| 24 | Германия | ПЗ  | Пауль Ваннер        | 2005 |  |  |  |  |  |
| 27 | Австрия  | ПЗ  | Конрад Лаймер       | 1997 |  |  |  |  |  |
| 42 | Германия | ПЗ  | Леннарт Карль       | 2008 |  |  |  |  |  |
| 45 | Германия | ПЗ  | Александар Павлович | 2004 |  |  |  |  |  |
|    |          |     |                     |      |  |  |  |  |  |
| 7  | Германия | Нап | Серж Гнабри         | 1995 |  |  |  |  |  |
| 9  | Англия   | Нап | Гарри Кейн          | 1993 |  |  |  |  |  |
| 14 | Колумбия | Нап | Луис Диас           | 1997 |  |  |  |  |  |
| 17 | Франция  | Нап | Майкл Олисе         | 2001 |  |  |  |  |  |
| 41 | Швеция   | Нап | Джона Куси-Асаре    | 2007 |  |  |  |  |  |

### Игроки в аренде
| \| № \| \| Поз. \| Имя \| Год рождения \| \| - \| \| ---- \| ----------------------------------------------------- \| ------------ \| \| \| \| Вр \| Александер Нюбель (в «Штутгарте» до 30 июня 2026) \| 1996 \| \| \| \| Вр \| Даниэль Перец (в «Гамбурге» до 30 июня 2026) \| 2000 \| \| \| \| Защ \| Тарек Бухман (в «Нюрнберге» до 30 июня 2026) \| 2005 \| \| \| \| ПЗ \| Ловро Звонарек (в «Грассхоппере» до 30 июня 2026) \| 2005 \| \| \| \| ПЗ \| Арийон Ибрагимович (в «Хайденхайме» до 30 июня 2026) \| 2005 \| \| \| \| ПЗ \| Морис Краттенмахер (в «Герте» до 30 июня 2026) \| 2005 \| \| \| \| ПЗ \| Жуан Пальинья (в «Тоттенхэм Хотспур» до 30 июня 2026) \| 1995 \| \| \| \| Нап \| Арминдо Зиб (в «Майнце 05» до 30 июня 2026) \| 2003 \| \| \| \| Нап \| Брайан Сарагоса (в «Сельте» до 30 июня 2026) \| 2001 \| |            |      |                                                       |              |
| № |            | Поз. | Имя                                                   | Год рождения |
| | Германия   | Вр   | Александер Нюбель (в «Штутгарте» до 30 июня 2026)     | 1996         |
| | Израиль    | Вр   | Даниэль Перец (в «Гамбурге» до 30 июня 2026)          | 2000         |
| | Германия   | Защ  | Тарек Бухман (в «Нюрнберге» до 30 июня 2026)          | 2005         |
| | Хорватия   | ПЗ   | Ловро Звонарек (в «Грассхоппере» до 30 июня 2026)     | 2005         |
| | Германия   | ПЗ   | Арийон Ибрагимович (в «Хайденхайме» до 30 июня 2026)  | 2005         |
| | Германия   | ПЗ   | Морис Краттенмахер (в «Герте» до 30 июня 2026)        | 2005         |
| | Португалия | ПЗ   | Жуан Пальинья (в «Тоттенхэм Хотспур» до 30 июня 2026) | 1995         |
| | Германия   | Нап  | Арминдо Зиб (в «Майнце 05» до 30 июня 2026)           | 2003         |
| | Испания    | Нап  | Брайан Сарагоса (в «Сельте» до 30 июня 2026)          | 2001         |

- № 5 навсегда закреплён за Францем Беккенбауэром.

## Тренерский штаб
| Гражданство | Имя               | Должность                      |
| ----------- | ----------------- | ------------------------------ |
| Бельгия     | Венсан Компани    | Главный тренер                 |
| Англия      | Аарон Дэнкс       | Ассистенты главного тренера    |
| Бельгия     | Флорибер Нгалула  | Ассистенты главного тренера    |
| Австрия     | Рене Марич        | Ассистенты главного тренера    |
| Германия    | Михаэль Рехнер    | Тренеры вратарей               |
| Германия    | Андреас Рёссль    | Тренеры вратарей               |
| Германия    | Майкл Нимейер     | Главные аналитики              |
| Германия    | Витус Ангерер     | Главные аналитики              |
| Германия    | Стивен Керт       | Тренеры-терапевты              |
| Бельгия     | Брэм Джирс        | Тренеры-терапевты              |
| Италия      | Саймон Мартинелло | Тренеры-терапевты              |
| Австрия     | Маркус Мюррер     | Тренеры-терапевты              |
| Германия    | Питер Шлоссер     | Тренеры по восстановлению      |
| Италия      | Саймон Мартинелло | Тренеры по восстановлению      |
| Германия    | Сонер Мансуроглу  | Видеоаналитик                  |
| Германия    | Максимилиан Шваб  | Аналитики матчей               |
| Германия    | Майкл Купер       | Аналитики матчей               |
| Германия    | Джакомо Стей      | Аналитики матчей               |
| Германия    | Доминик Штрассер  | Аналитики матчей               |
| Австрия     | Уолтер Гфререр    | Менеджер по производительности |

## Достижения
- По данным официального сайта[56].

### Национальные
- Чемпион Германии
  - Чемпион (34, рекорд): 1931/32, 1968/69, 1971/72, 1972/73, 1973/74, 1979/80, 1980/81, 1984/85, 1985/86, 1986/87, 1988/89, 1989/90, 1993/94, 1996/97, 1998/99, 1999/00, 2000/01, 2002/03, 2004/05, 2005/06, 2007/08, 2009/10, 2012/13, 2013/14, 2014/15, 2015/16, 2016/17, 2017/18, 2018/19, 2019/20, 2020/21, 2021/22, 2022/23, 2024/25
  - Вице-чемпион (10): 1969/70, 1970/71, 1987/88, 1990/91, 1992/93, 1995/96, 1997/98, 2003/04, 2008/09, 2011/12
- Кубок Германии
  - Обладатель (20, рекорд): 1956/57, 1965/66, 1966/67, 1968/69, 1970/71, 1981/82, 1983/84, 1985/86, 1997/98, 1999/00, 2002/03, 2004/05, 2005/06, 2007/08, 2009/10, 2012/13, 2013/14, 2015/16, 2018/19, 2019/20
  - Финалист (4): 1984/85, 1998/99, 2011/12, 2017/18
- Кубок немецкой лиги
  - Обладатель (6, рекорд): 1997, 1998, 1999, 2000, 2004, 2007
  - Финалист (2): 2006, 2010
- Суперкубок Германии
  - Обладатель (11, рекорд): 1987, 1990, 2010, 2012, 2016, 2017, 2018, 2020, 2021, 2022, 2025
- Telekom Cup
  - Обладатель (4, рекорд): 2013, 2014, 2017 (зима), 2017 (лето)
  -  Финалист: 2010

### Международные
- Лига чемпионов УЕФА / Кубок европейских чемпионов
  - Победитель (6): 1973/74, 1974/75, 1975/76, 2000/01, 2012/13, 2019/20
  - Финалист (5): 1981/82, 1986/87, 1998/99, 2009/10, 2011/12
- Кубок обладателей кубков УЕФА
  - Обладатель: 1966/67
- Кубок УЕФА
  - Обладатель: 1995/96
- Суперкубок УЕФА
  - Обладатель (2): 2013, 2020
- Межконтинентальный кубок
  - Обладатель (2): 1976, 2001
- Клубный чемпионат мира ФИФА
  - Обладатель (2): 2013, 2020

## Рекорды

### По количеству матчей
Это список игроков с наибольшим количеством игр в истории клуба.
| №  | Имя                   | Период     | Матчи | Голы |
| -- | --------------------- | ---------- | ----- | ---- |
| 1  | Томас Мюллер          | 2008—2025  | 756   | 250  |
| 2  | Зепп Майер            | 1965—1979  | 709   | −914 |
| 3  | Оливер Кан            | 1994—2008  | 632   | −592 |
| 4  | Герд Мюллер           | 1964—1979  | 611   | 568  |
| 5  | Франц Беккенбауэр     | 1964—1977  | 582   | 74   |
| 6  | Мануэль Нойер         | 2011—н. в. | 561   | −459 |
| 7  | Ханс-Георг Шварценбек | 1966—1981  | 554   | 31   |
| 8  | Клаус Аугенталер      | 1976—1991  | 551   | 74   |
| 9  | Филипп Лам            | 2001—2017  | 517   | 16   |
| 10 | Бернд Дюрнбергер      | 1972—1985  | 511   | 52   |

### По количеству голов
Это список игроков с наибольшим количеством голов в истории клуба.
| №  | Имя                   | Период    | Голы | Матчи |
| -- | --------------------- | --------- | ---- | ----- |
| 1  | Герд Мюллер           | 1964—1979 | 568  | 611   |
| 2  | Роберт Левандовский   | 2014—2022 | 344  | 375   |
| 3  | Томас Мюллер          | 2008—2025 | 250  | 756   |
| 4  | Райнер Ольхаузер      | 1961—1970 | 223  | 355   |
| 5  | Карл-Хайнц Румменигге | 1974—1984 | 217  | 422   |
| 6  | Роланд Вольфарт       | 1984—1993 | 156  | 332   |
| 7  | Дитер Хёнесс          | 1979—1987 | 145  | 302   |
| 8  | Арьен Роббен          | 2009—2019 | 144  | 309   |
| 9  | Джоване Элбер         | 1997—2003 | 139  | 266   |
| 10 | Дитер Бреннингер      | 1962—1971 | 137  | 354   |

## Управление клуба

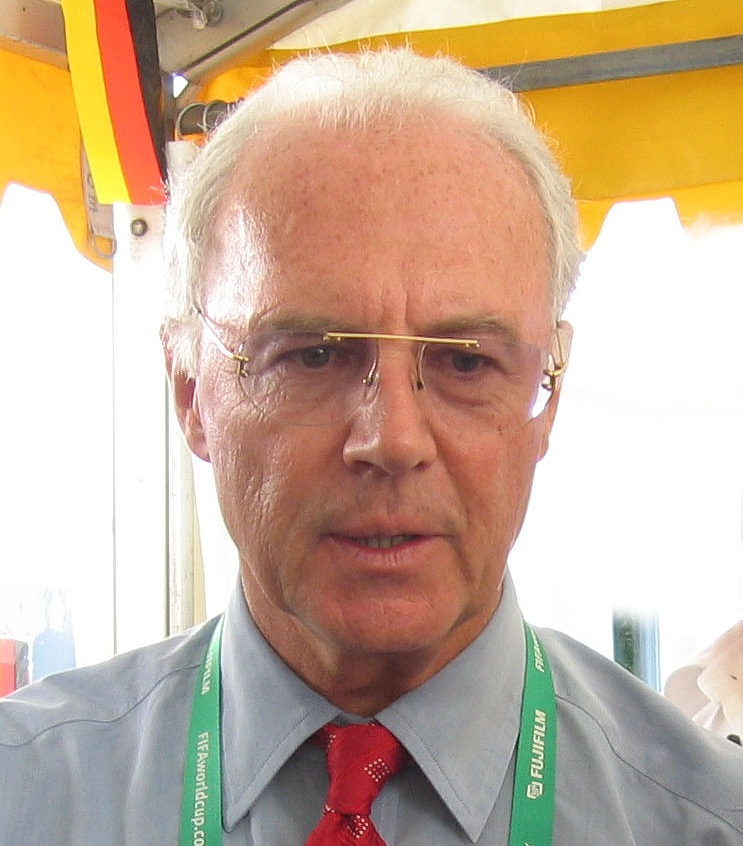
Франц Беккенбауэр — Почётный Президент клуба

| Руководство клуба                   | Руководство клуба            | Руководство клуба                                                  |
| Гражданство                         | Имя                          | Должность                                                          |
| ----------------------------------- | ---------------------------- | ------------------------------------------------------------------ |
| Германия                            | Герберт Хайнер               | Президент клуба и Председатель наблюдательного совета              |
| Германия                            | Вальтер Меннекес             | Вице-президент                                                     |
| Германия                            | Профессор доктор Дитер Майер | Вице-президент и Член наблюдательного совета                       |
| Германия                            | Ян-Кристиан Дрезен           | Председатель правления                                             |
| Германия                            | Михаэль Дидерих              | зам. Председателя правления                                        |
| Германия                            | Вернер Зеделиус              | зам. Председателя правления                                        |
| Германия                            | Маркус Дюсман                | зам. Председателя правления                                        |
| Германия                            | Эдмунд Штойбер               | Член наблюдательного совета и Председатель Совета директоров       |
| Германия                            | Тимофеус Хёттгес             | Член наблюдательного совета                                        |
| Германия                            | Теодор Ваймер                | Член наблюдательного совета                                        |
| Германия                            | Ули Хёнесс                   | Член наблюдательного совета и Почётный президент                   |
| Германия                            | Карл-Хайнц Румменигге        | Член наблюдательного совета                                        |
| Германия                            | Андреас Юнг                  | Директор отдела маркетинга                                         |
| Германия                            | Даниэль Хёгеле               | Директор по продажам и маркетингу                                  |
| Германия                            | Франц Беккенбауэр            | Почётный президент                                                 |
| Работа с общественностью            |                              |                                                                    |
| Германия                            | Дитер Никлес                 | Пресс-офицер                                                       |
| Германия                            | Стефан Меннерих              | Директор по коммуникациям и связям со СМИ                          |
| Германия                            | Макс Брейтнер                | Директор по коммуникациям и связям со СМИ и Менеджер по маркетингу |
| Ответственные за молодёжные команды |                              |                                                                    |
| Германия                            | Йохен Зауэр                  | Глава молодёжного департамента                                     |
| Турция                              | Халил Алтынтоп               | Менеджер по развитию талантов                                      |
| Иные сотрудники клуба               |                              |                                                                    |
| Германия                            | Кэтлин Крюгер                | Начальники команды                                                 |
| Германия                            | Бастиан Верншайд             | Начальники команды                                                 |
| Германия                            | Том Штарке                   | Координатор вратарей                                               |
| Сент-Люсия                          | Лоуренс Эймэбл               | Менеджеры по экипировке                                            |
| Германия                            | Себастьян Пфлюглер           | Менеджеры по экипировке                                            |
| Германия                            | Франк Йеремис                | Менеджеры по экипировке                                            |
| Австрия                             | Мартин Деллеман              | Менеджеры по экипировке                                            |
| Бельгия                             | Даниэль Ван Бюйтен           | Представители клуба                                                |
| Франция                             | Биксант Лизаразю             | Представители клуба                                                |
| Бразилия                            | Джоване Элбер                | Представители клуба                                                |
| Германия                            | Клаус Аугенталер             | Представители клуба                                                |
| Германия                            | Ханс Пфлюглер                | Представители клуба                                                |
| Германия                            | Лотар Маттеус                | Представители клуба                                                |
| Перу                                | Клаудио Писарро              | Представители клуба                                                |
| Германия                            | Штефан Эффенберг             | Представители клуба                                                |
| Германия                            | Раймонд Ауман                | Представители клуба                                                |
| Нидерланды                          | Рой Макай                    | Представители клуба                                                |
| Германия                            | Йоханнес Мёсманг             | Советник по интеграции                                             |
| Германия                            | Майкл Герлингер              | Глава юридического отдела                                          |
| Германия                            | Рольф Римхофер               | Финансовый директор                                                |
| Германия                            | Мэтью Брозамер               | Сотрудник отдела развития международных отношений                  |
| Германия                            | Стефан Леман                 | Диктор стадиона                                                    |
| Германия                            | Михаэль Лауэрбах             | Клубные водители автобусов                                         |
| Германия                            | Армин Криз                   | Клубные водители автобусов                                         |
| Германия                            | Марко Неппе                  | Технический директор                                               |
| Германия                            | Себастьян Дреммлер           | Директор футбольной академии                                       |

### Тренеры клуба с 1965 года

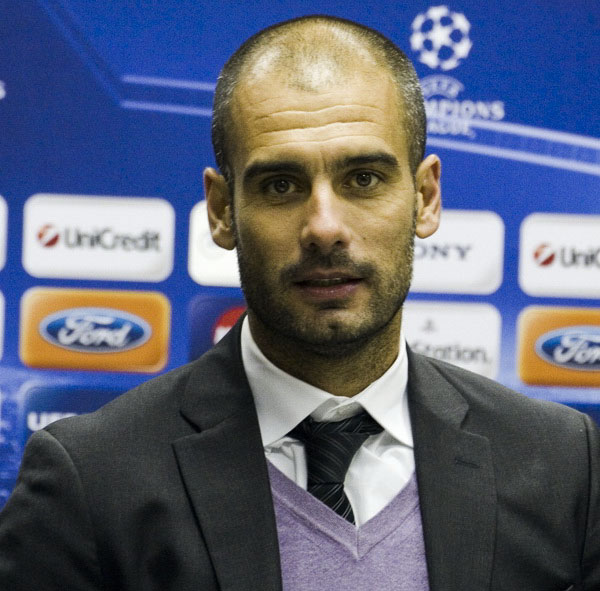
Хосеп Гвардиола — бывший тренер «Баварии»

С момента перехода в Бундеслигу в 1965 году у «Баварии» было 19 тренеров. Два раза были главными тренерами Удо Латтек, Джованни Трапаттони и Оттмар Хитцфельд. Франц Беккенбауэр один срок был главным тренером и один — смотрителем, а у Юппа Хайнкеса было четыре отдельных периода в качестве тренера, в том числе один в качестве смотрителя. Латтек был самым успешным тренером клуба, выиграв шесть титулов Бундеслиги, два Кубка DFB и Кубок европейских чемпионов; За ним следует Оттмар Хитцфельд, выигравший пять титулов Бундеслиги, два кубка DFB и Лигу чемпионов. Наименее успешным тренером клуба был Сорен Лерби, который выиграл менее трети своих ответственных матчей и руководил почти полным вылетом клуба в кампании 1991-92.
3 ноября 2019 года «Бавария» уволила Нико Ковача после поражения от «Айнтрахта» со счётом 5:1 и назначила тренером Ханси Флика. Первоначально Флик был назначен только временным тренером, однако 15 ноября, после того как команда Флика выиграла 4-0 у Боруссии Дортмунд, Бавария объявила, что Флик будет руководить по крайней мере до Рождества 2019 года. Позже Флик подписал новый контракт до 2023 года, однако покинул клуб по окончании сезона 2020/21.
27 апреля 2021 года было объявлено о заключении пятилетнего контракта, вступающего в силу с 1 июля, с Юлианом Нагельсманом.
24 марта 2023 года клуб сообщил о досрочном расторжении контракта c Нагельсманом и назначении на пост главного тренера Томаса Тухеля.
|                          | Тренер              | С                | По               | Дней | Показатели | Показатели | Показатели | Показатели | Показатели | Трофеи |
| М                        | Тренер              | С                | По               | Дней | В          | Н          | П          | % побед    |            | Трофеи |
| ------------------------ | ------------------- | ---------------- | ---------------- | ---- | ---------- | ---------- | ---------- | ---------- | ---------- | --- |
| Флаг Бельгии             | Венсан Компани      | 29 мая 2024      |                  |      |            |            |            |            |            | 1 Чемпионат Германии 1 Суперкубок Германии                                                                              |
| Флаг Германии            | Томас Тухель        | 24 марта 2023    | 18 мая 2024      | 421  | 61         | 37         | 8          | 16         | 66.6       | 1 Чемпионат Германии |
| Флаг Германии            | Юлиан Нагельсман    | 1 июля 2021      | 24 марта 2023    | 631  | 84         | 60         | 14         | 10         | 71.4       | 2 Суперкубок Германии 1 Чемпионат Германии                                                                              |
| Флаг Германии            | Ханс-Дитер Флик     | 15 ноября 2019   | 30 июня 2021     | 605  | 86         | 70         | 8          | 8          | 81.4       | 2 Чемпионат Германии 1 Лига чемпионов 1 Суперкубок УЕФА 1 Клубный чемпионат мира 1 Кубок Германии 1 Суперкубок Германии |
| Хорватия                 | Нико Ковач          | 1 июля 2018      | 4 ноября 2019    | 517  | 65         | 45         | 12         | 8          | 69.23      | 1 Чемпионат Германии 1 Кубок Германии                                                                                   |
| Германия                 | Юпп Хайнкес         | 6 октября 2017   | 30 июня 2018     | 268  | 42         | 34         | 3          | 5          | 82,92      | 1 Чемпионат Германии |
| Флаг Франции (1974—2020) | Вилли Саньоль       | 29 сентября 2017 | 5 октября 2017   | 8    | 1          | 0          | 1          | 0          | 0.00       | |
| Италия                   | Карло Анчелотти     | 1 июля 2016      | 28 сентября 2017 | 454  | 60         | 42         | 9          | 9          | 70.00      | 2 Суперкубок Германии 1 Чемпионат Германии                                                                              |
| Испания                  | Хосеп Гвардиола     | 1 июля 2013      | 30 июня 2016     | 1096 | 161        | 124        | 16         | 21         | 77,02      | 1 Суперкубок УЕФА 1 Клубного чемпионата мира 3 Чемпионат Германии 2 Кубок Германии                                      |
| Германия                 | Юпп Хайнкес         | 1 июня 2011      | 1 июня 2013      | 732  | 109        | 85         | 10         | 14         | 77,98      | 1 Суперкубок Германии 1 Чемпионат Германии 1 Лига чемпионов 1 Кубок Германии                                            |
| Нидерланды               | Андрис Йонкер       | 9 апреля 2011    | 30 апреля 2011   | 21   | 5          | 4          | 1          | 0          | 80,00      | |
| Нидерланды               | Луи ван Гал         | 30 июня 2009     | 9 апреля 2011    | 648  | 96         | 59         | 21         | 16         | 61,45      | 1 Чемпионат Германии 1 Кубок Германии 1 Суперкубок Германии                                                             |
| Германия                 | Юпп Хайнкес         | 28 апреля 2009   | 1 июня 20091)    | 65   | 5          | 4          | 1          | 0          | 80,00      | |
| Германия                 | Юрген Клинсман      | 1 июля 2008      | 27 апреля 2009   | 301  | 44         | 25         | 9          | 10         | 56.82      | |
| Германия                 | Оттмар Хитцфельд    | 1 февраля 2007   | 30 июня 2008     | 516  | 76         | 45         | 20         | 11         | 59.21      | 1 Чемпионат Германии 1 Кубок Германии 1 Кубок немецкой лиги                                                             |
| Германия                 | Феликс Магат        | 1 июля 2004      | 31 января 2007   | 945  | 131        | 84         | 25         | 22         | 64.12      | 2 Чемпионат Германии 2 Кубок Германии 1 Кубок немецкой лиги                                                             |
| Германия                 | Оттмар Хитцфельд    | 1 июля 1998      | 30 июня 2004     | 2192 | 319        | 193        | 73         | 53         | 60.50      | 4 Чемпионат Германии 2 Кубок Германии 3 Кубок немецкой лиги 1 Лиги чемпионов 1 Межконтинентальный кубок                 |
| Италия                   | Джованни Трапаттони | 1 июля 1996      | 30 июня 1998     | 730  | 90         | 55         | 22         | 13         | 61.11      | 1 Чемпионат Германии 1 Кубок Германии 1 Кубок немецкой лиги                                                             |
| Германия                 | Франц Беккенбауэр   | 29 апреля 1996   | 30 июня 1996     | 63   | 5          | 3          | 0          | 2          | 60,00      | 1 Кубок УЕФА |
|                          | свободно            | 28 апреля 1996   | 28 апреля 1996   | 1    | -          | -          | -          | -          | -          | |
| Германия                 | Отто Рехагель       | 1 июля 1995      | 27 апреля 1996   | 302  | 42         | 27         | 5          | 10         | 64.29      | |
| Италия                   | Джованни Трапаттони | 1 июля 1994      | 30 июня 1995     | 365  | 46         | 17         | 18         | 11         | 36.96      | |
| Германия                 | Франц Беккенбауэр   | 7 января 1994    | 30 июня 1994     | 175  | 14         | 9          | 2          | 3          | 64,29      | 1 Чемпионат Германии |
|                          | свободно            | 28 декабря 1993  | 6 января 1994    | 10   | -          | -          | -          | -          | -          | |
| Германия                 | Эрик Риббек         | 12 марта 1992    | 27 декабря 1993  | 656  | 75         | 37         | 22         | 16         | 49.33      | |
| Дания                    | Сёрен Лербю         | 9 октября 1991   | 11 марта 1992    | 155  | 17         | 5          | 5          | 7          | 29.41      | |
| Германия                 | Юпп Хайнкес         | 1 июля 1987      | 8 октября 1991   | 1561 | 198        | 113        | 46         | 39         | 57,07      | 2 Чемпионат Германии 2 Суперкубок Германии                                                                              |
| Германия                 | Удо Латтек          | 1 июля 1983      | 30 июня 1987     | 1461 | 188        | 116        | 45         | 27         | 61.70      | 3 Чемпионат Германии 2 Кубок Германии                                                                                   |
| Германия                 | Райнхард Зафтиг     | 17 мая 1983      | 30 июня 1983     | 45   | 3          | 1          | 1          | 1          | 33.33      | |
| Венгрия                  | Паль Чернаи         | 1 марта 1979     | 16 мая 1983      | 1538 |            |            |            |            |            | 2 Чемпионат Германии 1 Кубок Германии 1 Суперкубок Германии                                                             |
| Венгрия                  | Дьюла Лорант        | 2 декабря 1977   | 28 февраля 1979  | 454  |            |            |            |            |            | |
| Германия                 | Деттмар Крамер      | 16 января 1975   | 1 декабря 1977   | 1051 | 136        | 63         | 31         | 42         | 46.32      | 2 Лиги чемпионов 1 Межконтинентальный кубок                                                                             |
|                          | свободно            | 3 января 1975    | 15 января 1975   | 13   | -          | -          | -          | -          | -          | |
| Германия                 | Удо Латтек          | 14 марта 1970    | 2 января 1975    | 1756 | 223        | 137        | 46         | 40         | 61.43      | 3 Чемпионат Германии 1 Кубок Германии 1 Лиги чемпионов                                                                  |
| Хорватия                 | Бранко Зебеч        | 1 июля 1968      | 13 марта 1970    | 621  | 58         | 32         | 14         | 12         | 55.17      | 1 Чемпионат Германии 1 Кубок Германии                                                                                   |
| Хорватия                 | Златко Чайковский   | 1 июля 19652)    | 30 июня 1968     | 1096 | 102        | 52         | 18         | 32         | 50.98      | 2 Кубок Германии 1 Кубок обладателей кубков УЕФА                                                                        |

1) по действующему договору
2) актуально с 1963 года (выступления во втором дивизионе)

### Капитаны

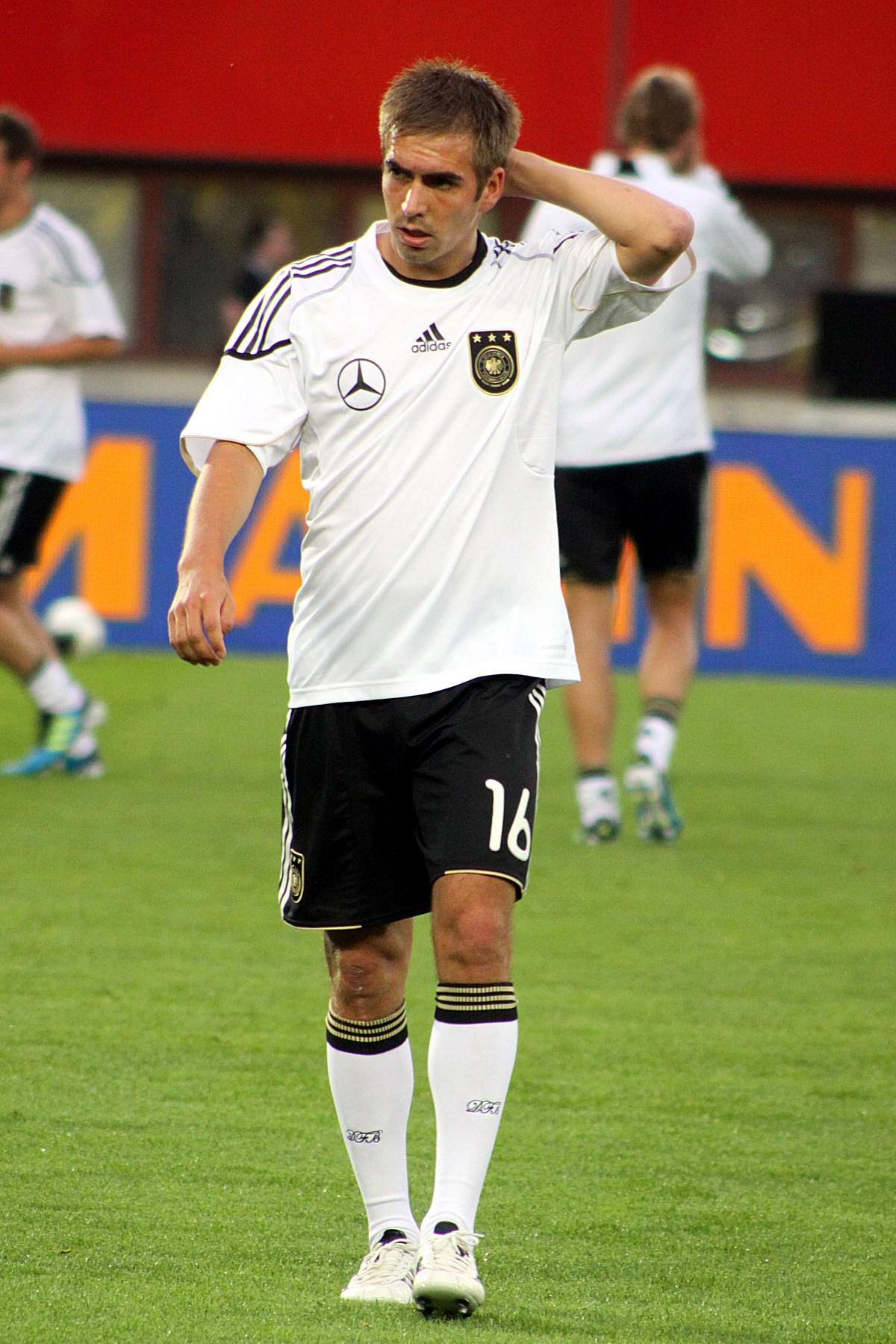
Филипп Лам — капитан команды с 2011 по 2017 год

| Период     | Капитан               |
| ---------- | --------------------- |
| 2017—н. в. | Мануэль Нойер         |
| 2011—2017  | Филипп Лам            |
| 2008—2011  | Марк ван Боммел       |
| 2002—2008  | Оливер Кан            |
| 1999—2002  | Штефан Эффенберг      |
| 1997—1999  | Томас Хельмер         |
| 1994—1996  | Лотар Маттеус         |
| 1991—1994  | Раймонд Ауман         |
| 1984—1991  | Клаус Аугенталер      |
| 1983—1984  | Карл-Хайнц Румменигге |
| 1980—1983  | Пауль Брайтнер        |
| 1979—1980  | Ханс-Георг Шварценбек |
| 1979—1979  | Герд Мюллер           |
| 1977—1979  | Зепп Майер            |
| 1970—1977  | Франц Беккенбауэр     |
| 1965—1970  | Вернер Ольк           |

## Финансы

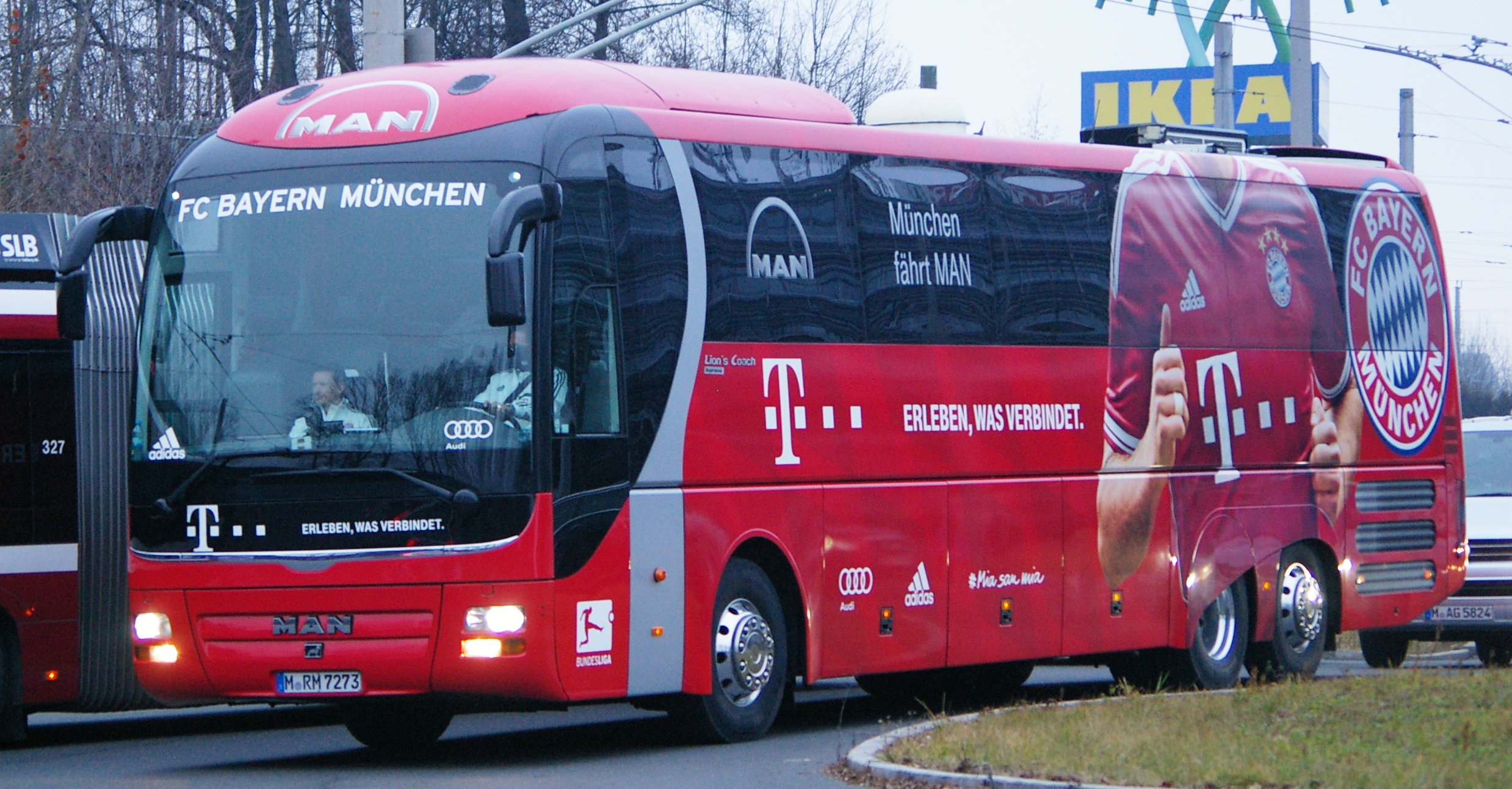
Автобус клуба Бавария обеспечивается спонсором MAN

### Общее финансовое положение
Профессиональный футбол в Баварии находится в ведении организации Бавария AG. (AG является сокращением от Aktiengesellschaft, и Баварией управляют как акционерным обществом, как компанией, чьи акции не котируются на открытой бирже, но находятся в частной собственности). 81,8 % акций принадлежит клубу ФК Бавария Мюнхен e. V. (e. V. является сокращением от Eingetragener Verein, что означает «зарегистрированный клуб»), 9,1 % производителю спорттоваров Adidas (Adidas приобрела свои акции в 2002 году за € 77 млн, деньги были обозначены как помощь в финансировании Альянц Арены) и 9,1 % автомобильной компании Audi (в 2009 году Audi заплатила € 90 млн за свою долю, деньги будут использоваться для погашения кредита стадиона быстрее, чем планировалось изначально).
Бавария является исключением в профессиональном международном футболе, стабильно являясь прибыльной. Другие клубы часто несут убытки, пользуются кредитами, в то время как Бавария использует внутренние источники финансирования. Также Бавария отличается от других европейских топ-клубов в составе доходов, в то время как другие клубы получают более 35 % своих доходов от прав на трансляцию, Бавария зарабатывают только 22-25 % своих доходов таким образом.
В сезоне 2011/12 Бавария показала выручку в размере 373 400 000 €. По данным ежегодного футбольного издания Money League Делойта 2013, Бавария была четвёртым самым богатым клубом в мире в 2012 году, получив доход в размере 368 400 000 €, а в 2013 году заняла 3 место с доходом 431,2 млн евро (из них 55 % — 237,1 млн евро — торговые операции, 25 % — 107 миллионов — продажа прав на трансляции матчей, 20 % — 87,1 млн евро — продажа билетов).
В то время как другие европейские клубы в основном торгуют международной аудитории, Бавария была сосредоточена на Германии. Forbes поместил Баварию на пятое место среди самых дорогих футбольных клубов в мире в своём ежегодном списке, оценив клуб в $ 1,235 млрд. В результате появления Баварии в финале Лиги чемпионов УЕФА 2012, стоимость бренда клуба достигла $ 786 млн долларов США, что на 59 процентов больше по сравнению с предыдущим годом. Среди европейских команд он опережает «Реал Мадрид» с суммой в 600 миллионов долларов и уступает «Манчестер Юнайтед», чей бренд оценивается в 853 миллиона долларов. В 2013 году «Бавария» обогнала «Манчестер Юнайтед» и заняла первое место в оценке бренда.
В финансовом отчёте «Баварии» за сезон 2018/19 Выручка составила 906,1 млн долларов, а операционная прибыль — 146,1 млн евро. Прибыль после уплаты налогов составила 52,5 миллиона евро, что означает, что «Бавария» приносит прибыль 27-й год подряд.
По итогам сезона 2019/20 года общая выручка составила 842,7 млн долларов США, что на 60,3 млн долларов меньше по сравнению с предыдущим сезоном, операционная прибыль клуба снизилась на 81 %.

### Благотворительность
«Бавария» долгое время связана с благотворительностью, помогая другим футбольным клубам, а также простым нуждающимся людям. После землетрясения и цунами в Индийском океане 2004 года был основан фонд «FC Bayern — Hilfe e.V.», профинансированный на € 600 000, который стремится сконцентрировать социальные обязательства клуба. Деньги были, среди прочего, использованы для постройки школы и перестройки площади Тринкомали в Шри-Ланке. В апреле 2007 года было решено, что в центре внимания фонда будет смещаться в сторону поддержки людей, нуждающихся в локально.
Клуб также помогает нуждающимся клубам, неоднократно поддерживая своего локального конкурента «Мюнхен 1860» безвозмездными товарищескими матчами, трансферами на выгодных условиях, а также прямыми денежными переводами. Кроме того, когда «Санкт-Паули» грозила потеря лицензии в профессиональном футболе из-за финансовых проблем, «Бавария» сыграла товарищеский матч совершенно бесплатно, отдав все доходы «Санкт-Паули».

## Личные достижения игроков «Баварии»
Игроки «Баварии» не раз становились обладателями «Золотого мяча»: в 1970 году — Герд Мюллер, дважды, в 1972 и 1976 годах, — Франц Беккенбауэр и дважды Карл-Хайнц Румменигге — в 1980 и 1981 годах.
В Бундеслиге «игроками года» становились: четырежды (в 1966, 1968, 1974 и 1976 годах) — Франц Беккенбауэр; трижды — вратарь Зепп Майер (в 1975, 1977 и 1978 годах) и Михаэль Баллак (в 2003 и 2004 годах; в 2002 году он получил это звание, играя за леверкузенский «Байер»); дважды — Герд Мюллер (в 1967 и 1969 годах) и вратарь Оливер Кан (в 2000 и 2001 годах). «Игроками года» становились также Карл-Хайнц Румменигге (1980), Пауль Брайтнер (1981), Лотар Маттеус (1999), Франк Рибери (2008), Арьен Роббен (2010).
Лучшим бомбардиром Бундеслиги 7 раз становился Герд Мюллер, в сезоне 1971/1972 он забил 40 голов. Дважды лучшим бомбардиром становился Роланд Вольфарт — в сезонах 1988/1989 (с 17 мячами) и 1990/1991 (21). В сезоне 2002/2003 лучшим бомбардиром стал Джоване Элбер, забив 21 гол. Лучшим бомбардиром Бундеслиги многократно становился Роберт Левандовский, в сезоне 2020/2021 забивший 41 мяч.

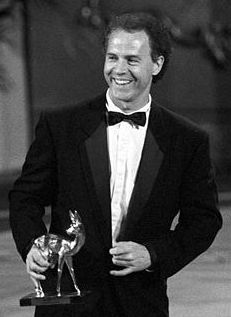
Франц Беккенбауэр со статуэткой Бэмби (премия). 1990

### Обладатели «Золотого мяча»
Следующие футболисты получили «Золотой мяч», выступая за «Баварию»:
- Герд Мюллер — 1970
- Франц Беккенбауэр — 1972, 1976
- Карл-Хайнц Румменигге — 1980, 1981

### Игроки года по версии ФИФА
Следующие футболисты были признаны футболистами года по версии ФИФА, выступая за «Баварию»:
- Роберт Левандовский — 2020, 2021

### Обладатели «Золотой бутсы»
Следующие футболисты получили «Золотую бутсу», выступая за «Баварию»:
- Герд Мюллер — 1970, 1972
- Роберт Левандовский — 2021, 2022
- Гарри Кейн — 2024

### Футболисты года по версии УЕФА
Следующие футболисты были признаны футболистами года по версии УЕФА, выступая за «Баварию»:
- Штефан Эффенберг — 2001

### Лучшие футболисты года в Европе
Следующие футболисты получали Приз лучшему футболисту года в Европе, выступая за «Баварию»:
- Франк Рибери — 2013
- Роберт Левандовский — 2020

### Лучшие бомбардиры Лиги чемпионов УЕФА
Следующие футболисты были признаны лучшими бомбардирами Лиги чемпионов УЕФА, выступая за «Баварию»:
- Герд Мюллер — 1972/73, 1973/74
- Дитер Хёнесс — 1981/82
- Роберт Левандовский — 2019/20
- Харри Кейн — 2023/24

### Лучшие вратари мира по версии МФФИИС
Следующие вратари были признаны Лучший вратарь мира по версии МФФИИС, выступая за «Баварию»:
- Жан-Мари Пфафф — 1987
- Оливер Кан — 1999, 2001, 2002
- Мануэль Нойер — 2013, 2014, 2015, 2016

### Лучший вратарь Европы по версии УЕФА
Следующие вратари были признаны Лучший вратарь Европы по версии УЕФА, выступая за «Баварию»:
- Оливер Кан — 2000, 2001, 2002
- Мануэль Нойер — 2013, 2014, 2015, 2020

### Футболисты года в Бундеслиге
Следующие футболисты были признаны Футболист года в Германии, выступая за «Баварию»:
- Франц Беккенбауэр — 1966, 1968, 1974, 1976
- Герд Мюллер — 1967, 1969
- Зепп Майер — 1975, 1977, 1978
- Карл-Хайнц Румменигге — 1980
- Пауль Брайтнер — 1981
- Лотар Маттеус — 1999
- Оливер Кан — 2000, 2001
- Михаэль Баллак — 2003, 2005
- Франк Рибери — 2008
- Арьен Роббен — 2010
- Бастиан Швайнштайгер — 2013
- Мануэль Нойер — 2014
- Жером Боатенг — 2016
- Роберт Левандовский — 2020, 2021

### Лучшие бомбардиры Бундеслиги
Следующие футболисты были признаны Лучший бомбардир чемпионата Германии, выступая за «Баварию»:
- Герд Мюллер — 1966/67, 1968/69, 1969/70, 1971/72, 1972/73, 1977/78
- Карл-Хайнц Румменигге — 1979/80, 1980/81, 1983/84
- Роланд Вольфарт — 1988/89, 1990/91
- Джоване Элбер — 2002/03
- Лука Тони — 2007/08
- Марио Гомес — 2010/11
- Роберт Левандовский — 2015/16, 2017/18, 2018/19, 2019/20, 2020/21, 2021/22
- Гарри Кейн — 2023/24, 2024/25

### Футбольный тренер года в Германии
Следующие тренеры были признаны Футбольными тренерами года в Германии, выступая за «Баварию»:
- Феликс Магат — 2005
- Оттмар Хитцфельд — 2008
- Луи ван Гал — 2010
- Юпп Хайнкес — 2013, 2018
- Ханс-Дитер Флик — 2020

### Лучшие бомбардиры чемпионата мира
Следующие футболисты становились лучшими бомбардирами чемпионатов мира, являясь игроками «Баварии»:
- Герд Мюллер — 1970
- Томас Мюллер — 2010

### Лучшие игроки чемпионатов мира по футболу
Следующие футболисты вошли в символическую сборную чемпионата мира, выступая за «Баварию»:
- Оливер Кан — 2002
- Михаэль Баллак — 2006
- Зе Роберто — 2006
- Филипп Лам — 2006, 2010
- Бастиан Швайнштайгер — 2010
- Мануэль Нойер — 2014
- Тони Кроос — 2014
- Томас Мюллер — 2014

### Лучшие бомбардиры чемпионата Европы
Следующие футболисты становились лучшими бомбардирами чемпионата Европы, являясь игроками «Баварии»:
- Герд Мюллер — 1972
- Марио Гомес — 2012
- Гарри Кейн — 2024
- Джамал Мусиала — 2024

### Чемпионы мира
Следующие футболисты становились чемпионами мира, являясь игроками «Баварии»:
- Ханс Бауэр — 1954
- Франц Беккенбауэр — 1974
- Пауль Брайтнер — 1974
- Юпп Каппелльман — 1974
- Герд Мюллер — 1974
- Зепп Майер — 1974
- Ули Хёнесс — 1974
- Ханс-Георг Шварценбек — 1974
- Клаус Аугенталер — 1990
- Раймонд Ауман — 1990
- Юрген Колер — 1990
- Ханс Пфлюглер — 1990
- Штефан Ройтер — 1990
- Олаф Тон — 1990
- Жоржиньо — 1994
- Биксант Лизаразю — 1998
- Жером Боатенг — 2014
- Марио Гётце — 2014
- Тони Кроос — 2014
- Филипп Лам — 2014
- Томас Мюллер — 2014
- Мануэль Нойер — 2014
- Бастиан Швайнштайгер — 2014
- Корантен Толиссо — 2018

### Чемпионы Европы
Следующие футболисты становились чемпионами Европы, являясь игроками «Баварии»:
- Франц Беккенбауэр — 1972
- Пауль Брайтнер — 1972
- Зепп Майер — 1972
- Герд Мюллер — 1972
- Ули Хёнесс — 1972
- Ханс-Георг Шварценбек — 1972
- Карл-Хайнц Румменигге — 1980
- Вальтер Юнгханс — 1980
- Бриан Лаудруп — 1992
- Маркус Баббель — 1996
- Марио Баслер — 1996
- Оливер Кан — 1996
- Юрген Клинсман — 1996
- Томас Хельмер — 1996
- Кристиан Циге — 1996
- Мехмет Шолль — 1996
- Томас Штрунц — 1996
- Биксант Лизаразю — 2000

### Олимпийские чемпионы
Следующие футболисты становились Олимпийскими чемпионами, выступая за «Баварию»:
- Хосе Соса — 2008

### Победители Лиги наций УЕФА
Следующие футболисты становились победителями Лиги наций УЕФА, выступая за «Баварию»:
- Бенжамен Павар — 2021
- Дайо Упамекано — 2021
- Лукас Эрнандес — 2021
- Жуан Пальинья — 2025

### Обладатели Кубка конфедераций
Следующие футболисты становились обладателями Кубка конфедераций, выступая за «Баварию»:
- Биксант Лизаразю — 2001, 2003
- Вилли Саньоль — 2001, 2003
- Зе Роберто — 2005
- Лусио — 2005, 2009
- Данте — 2013
- Луис Густаво — 2013
- Йозуа Киммих — 2017

## Аффилированные клубы
- «Базель»